# 郎世寧
郎世寧（義大利語：Giuseppe Castiglione，本名音譯朱塞佩·卡斯蒂留内，1688年7月19日—1766年7月17日），義大利人，天主教耶穌會修士及中國宮廷畫家，寫實畫風紀錄了清朝初期至中期的中國宮廷人物與景色。

## 生平
1688年7月19日，朱塞佩·卡斯蒂留內出生於的米蘭公國米兰布雷拉区聖馬爾切利諾教堂（该教堂位于米兰布雷拉区，现已不存），自幼受到良好的藝術文化氛圍的薰陶，青年時期隨卡洛科納拉學習繪畫與建築，摹仿老師和在米蘭收集的畫作。
1707年（19歲），郎世寧加入了熱那亞耶穌會，剛開始只為義大利的教堂畫壁畫。1714年，他居往在葡萄牙里斯本及科英布拉。郎世寧逐漸對中國產生了相當大的興趣。
1715年（康熙五十四年），郎世寧前往中國。他先在澳門學習中文、並以「郎世寧」作為漢名。之後，郎世寧被康熙帝以藝術家的身份召進宮中，他成為宮廷畫家後，每天都在畫室作畫。但來自康熙的委任工作大多遺失，僅有少數留存，畫作內容不得而知。此外，他繼續學習漢文和滿文。
1722年（康熙六十一年），康熙帝在北京暢春園駕崩。雍正帝即位後，施行禁教政策，下令驅逐在中國境內的傳教士，不過只有在宮廷服務的傳教士例外，因此他不僅沒有受到驅逐，反而受到更高的禮遇，因為他擁有生動現實的繪畫風格，受到雍正帝的青睞。這一段時期，他創作了《聚瑞圖》、《嵩獻英芝圖》、《八駿圖》等作品，展示歐洲明暗畫法的風格，使歐洲油畫技藝在宮廷內盛極一時。雍正帝下令擴建圓明園，他參與圓明園的規劃設計，負責繪製園林建設的藍圖，也畫出不少裝飾殿堂的作品。
1728年（雍正六年），郎世寧完成一幅重要委任畫作“百駿圖”，郎世寧從劇場畫法的透視感，呈現出皇帝的百匹駿馬活動的野外風光。在百駿圖中，郎世寧馬上讓大家看見自己的獨創性──聯合義式方法與中國的美學。郎世寧的方法，是用交點透視（linear perspective），或稱直線透視法，讓透視視覺跟中華畫空間的方式結合。所以一幅畫裡，有的部份遵照透視的規定，也有別的部份遵照等角投影（axonometric isometric projection），中國畫家用的，或在別處遵照空氣透視（atmospheric perspective），用水墨，液體的顏料。例如用在畫像和顏色的對照。
1735年（雍正十三年），雍正帝駕崩，乾隆帝繼位。由於乾隆帝雅好藝術，郎世寧更加受到重用。他曾多次陪同乾隆帝出巡，出席各種重大場合，創作一批極具歷史價值的藝術珍品，代表作如《乾隆大阅图》。他繼續擔任圓明園西洋樓的建築設計，還曾一度擔任掌管皇家園林工作的奉宸苑苑卿一職，官居正三品。
1747年（乾隆十二年），郎世寧推薦同為來華宣教的法國籍天主教耶穌會傳教士蔣友仁，被乾隆帝任命為圓明園「大水法」（即噴泉，包含作為噴頭使用的十二生肖獸首）設計者。

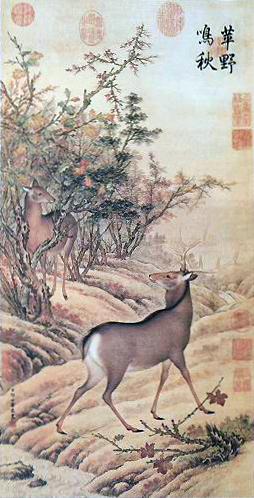
苹野鳴秋圖

1758年（乾隆二十三年），乾隆帝曾為郎世寧舉辦七十歲大壽，證明他在宮中頗受禮遇及恩寵。晚年亦為乾隆帝及其后妃留下不少的肖像。
1766年（乾隆三十一年），郎世寧去世，享年78歲，再追封侍郎銜。葬於滕公柵欄。
在他之後的西洋傳教士畫家有王致誠、艾啟蒙（Ignaz Sichelbarth）、賀清泰、潘廷章等。
郎世寧的畫作在現今中國畫拍賣市場中是相當高價的作品。2000年4月底，他的《苹野鳴秋》以1764.5萬港幣賣出，是當時價格第二高的中國畫。2005年5月，他的《秋林群鹿》更是達到2149.68萬人民幣，2020年1月，《照盆孩兒圖》以1.01億元台幣落槌。

## 傳教
郎世寧雖然最初以傳教士的身份來中國，但自雍正帝禁教以來，他並沒有因此被逐出紫禁城，反而極受禮遇，有很大一部分的原因是，他在清朝宮中擁有宮廷畫師的職位。儘管他本人始終不曾忘記傳教的想法，然而在禁教政策之下，凡是有任何企圖傳教的舉止，都會被禁止，使得他終生未能實現傳教的願望。因此在中國，多稱他為宮廷畫家，而鮮少稱他為傳教士。

## 評價
郎世寧的一生大半待在中國，歷康熙、雍正、乾隆三朝，約計有五十年。他不僅為後世留下大量珍貴的畫作，而且對中西文化交流有一定程度的貢獻。他的宮廷畫作品融合中西繪畫藝術，不但表現出西方繪畫中的寫實、立體、注重線條和結構等特點，也表現出中國傳統繪畫的傳神與韻味，在數十年的探索中，致力於融合中西方繪畫技法於一體，創作出獨特的畫風。儘管擁有一定的藝術價值，然而他的繪畫作品較為重視技巧而非藝術的探索，因此不論在中國和西方均未被視為偉大的作品。另外他參與圓明園的規劃設計，其內部的建築、環境和式樣採用了西方藝術巴洛克式風格，而裝飾細節上則有具有東方中國的藝術神韻。他引進西方文藝復興時期開創的明暗寫實畫法，並改用膠狀顏料在宣紙上作畫，也就是今日的膠彩畫作法。他曾上書請求康熙帝開辦學習用西方透視原理來繪畫的繪畫學校，但不被採用，後來與同時代的官員、學者年希堯一起出版了一本《視學》，是中國第一部西洋透視學專著。

## 作品
郎世寧的代表作品有《八駿圖》、《聚瑞圖》、《嵩獻英芝圖》、《乾隆大阅图》、《百駿圖》、《弘曆及后妃像》、《平定西域戰圖》、《十駿犬圖》、圓明園西洋樓等。後世藝評家認為他畫馬最為傳神。

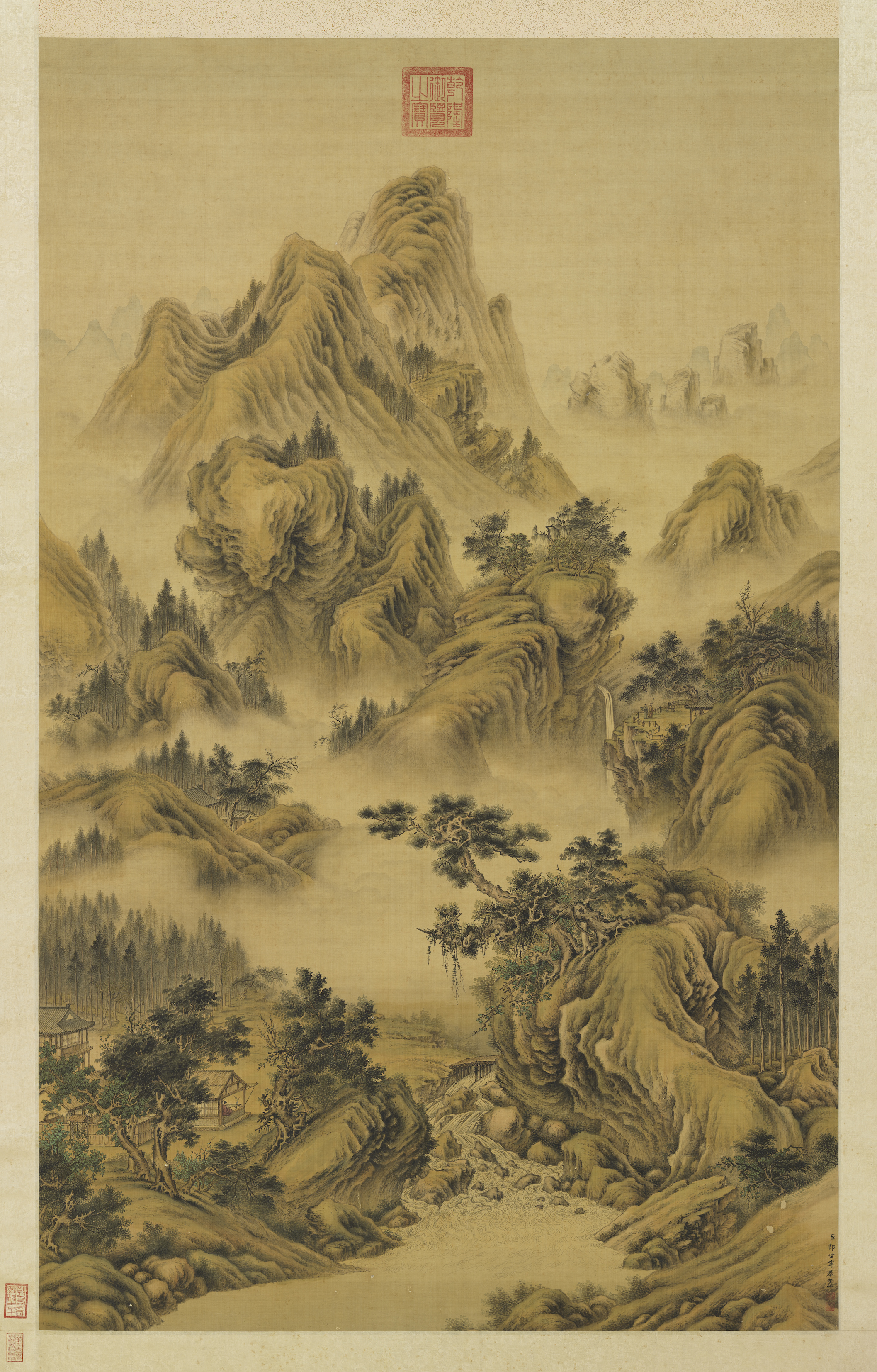
畫山水　軸
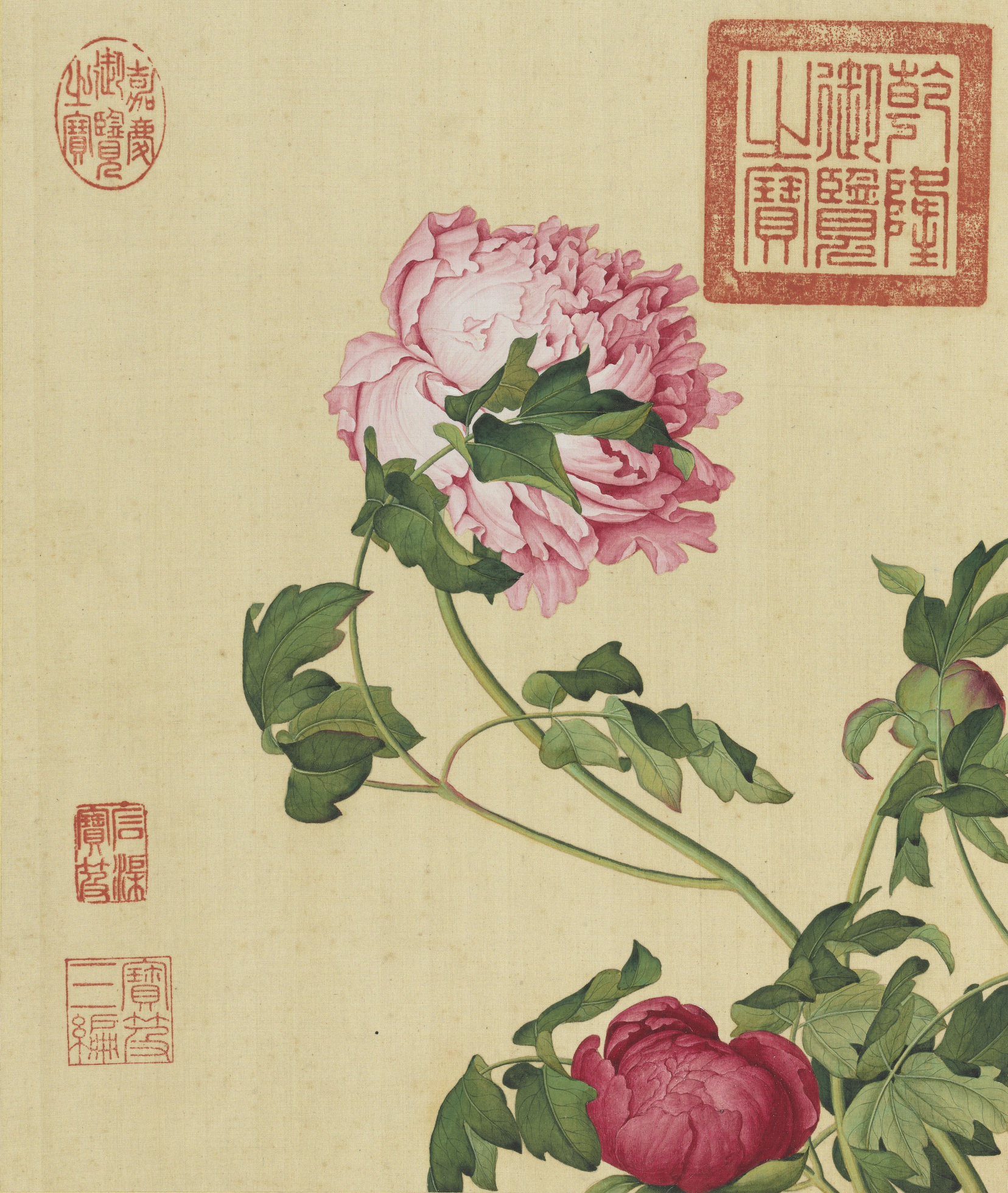
牡丹图 仙萼长春册
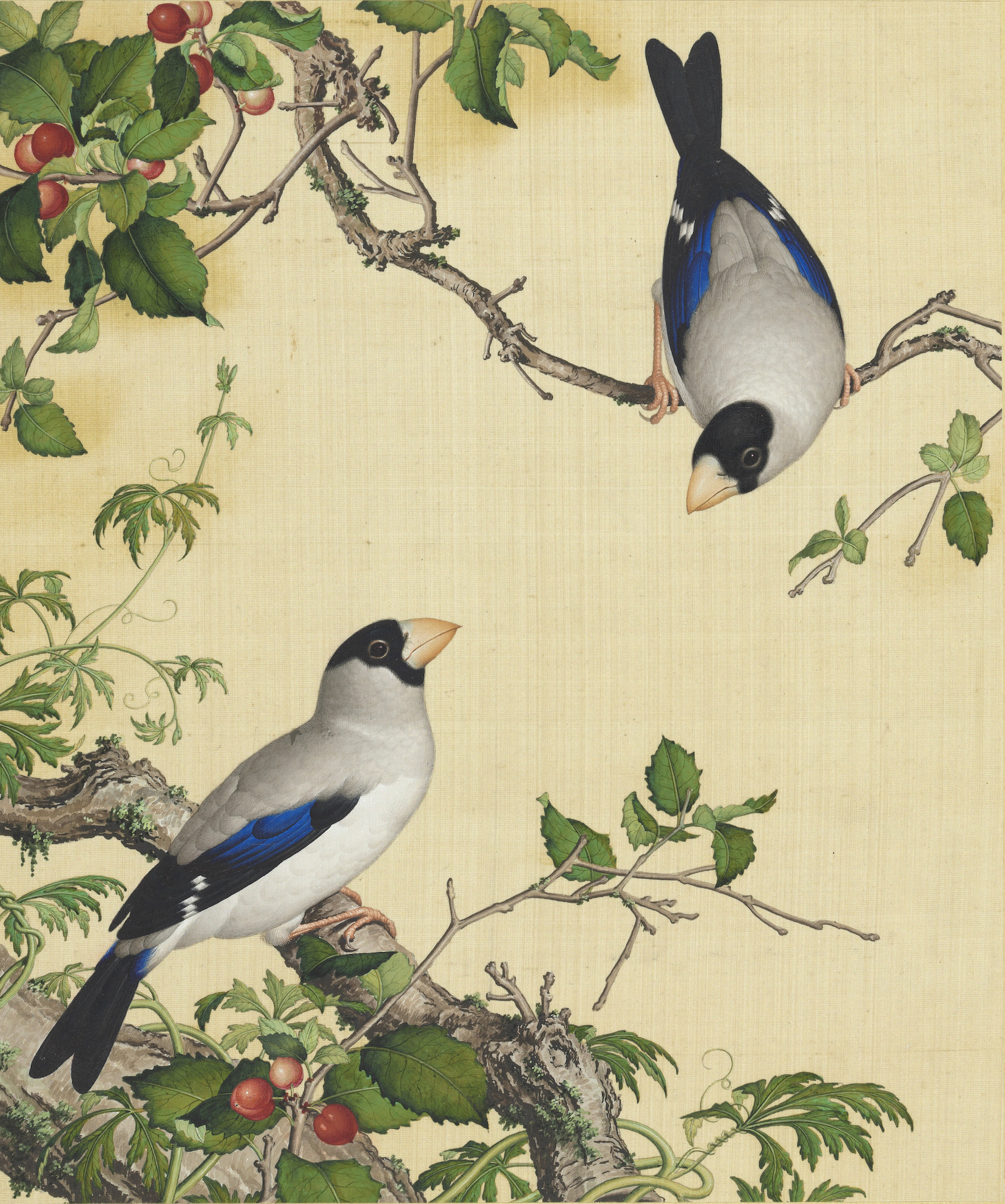
櫻桃桑鳲图 仙萼长春册
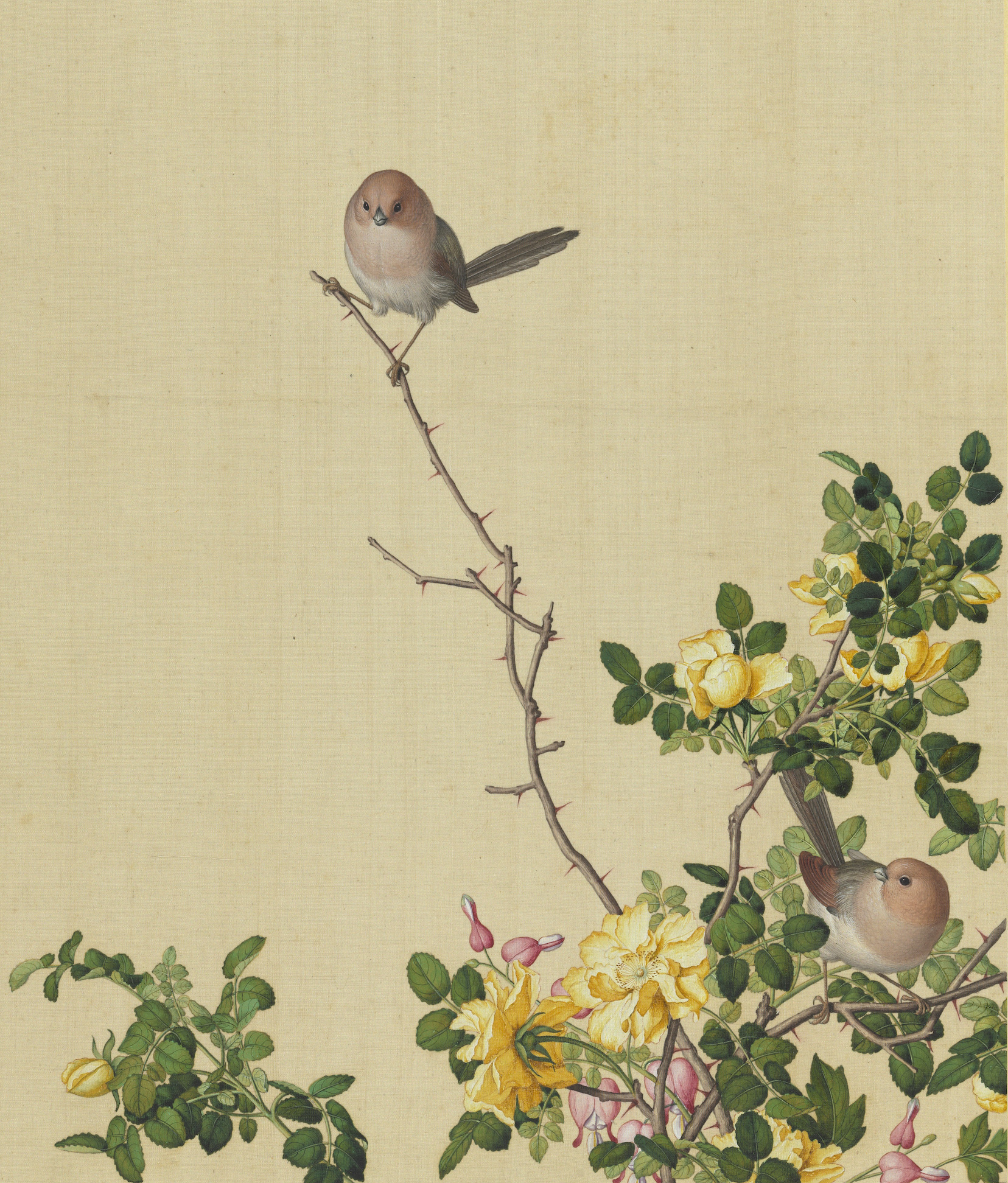
黃刺蘼魚兒牡丹图 仙萼长春册
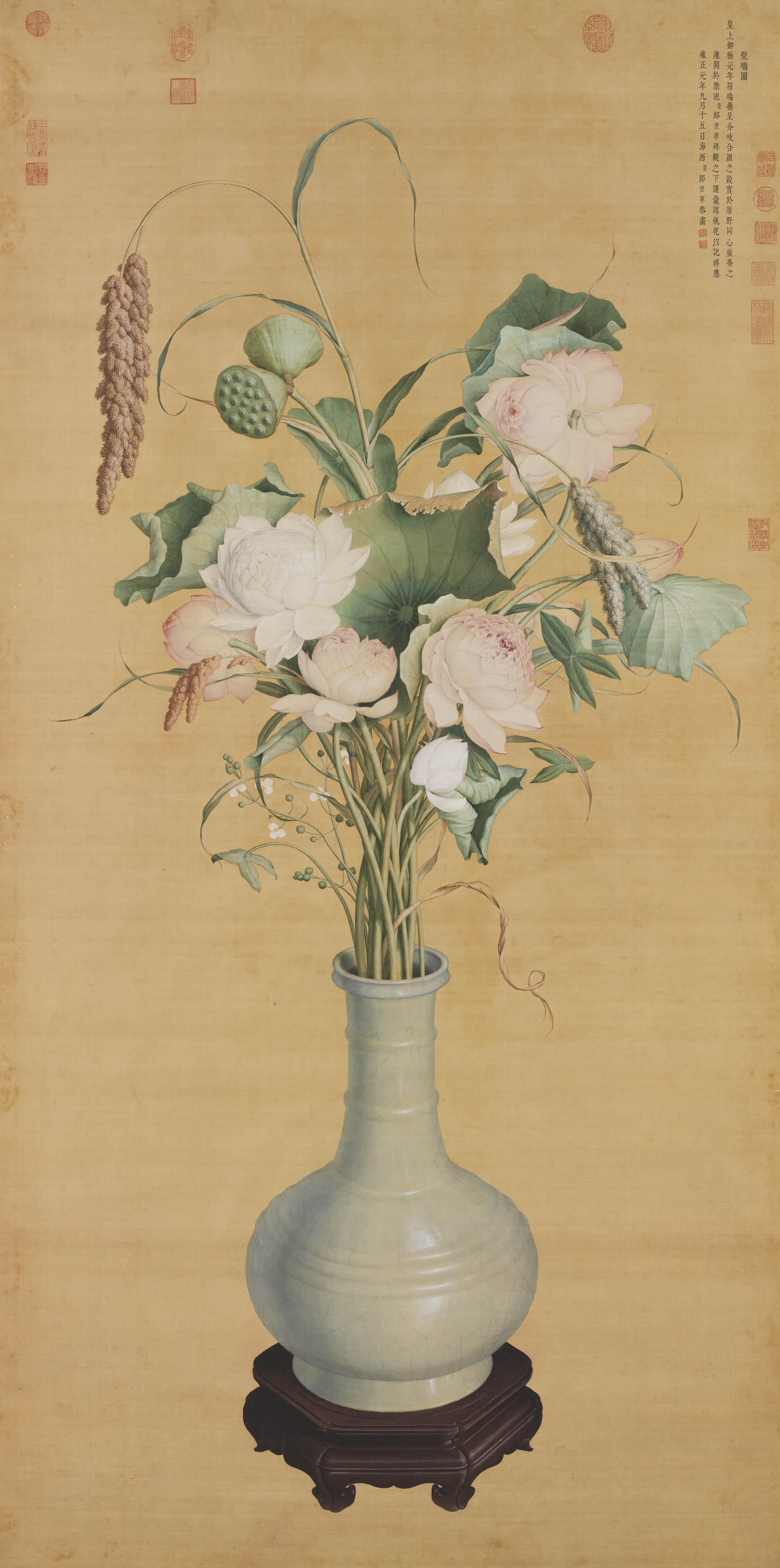
聚瑞图 雍正元年
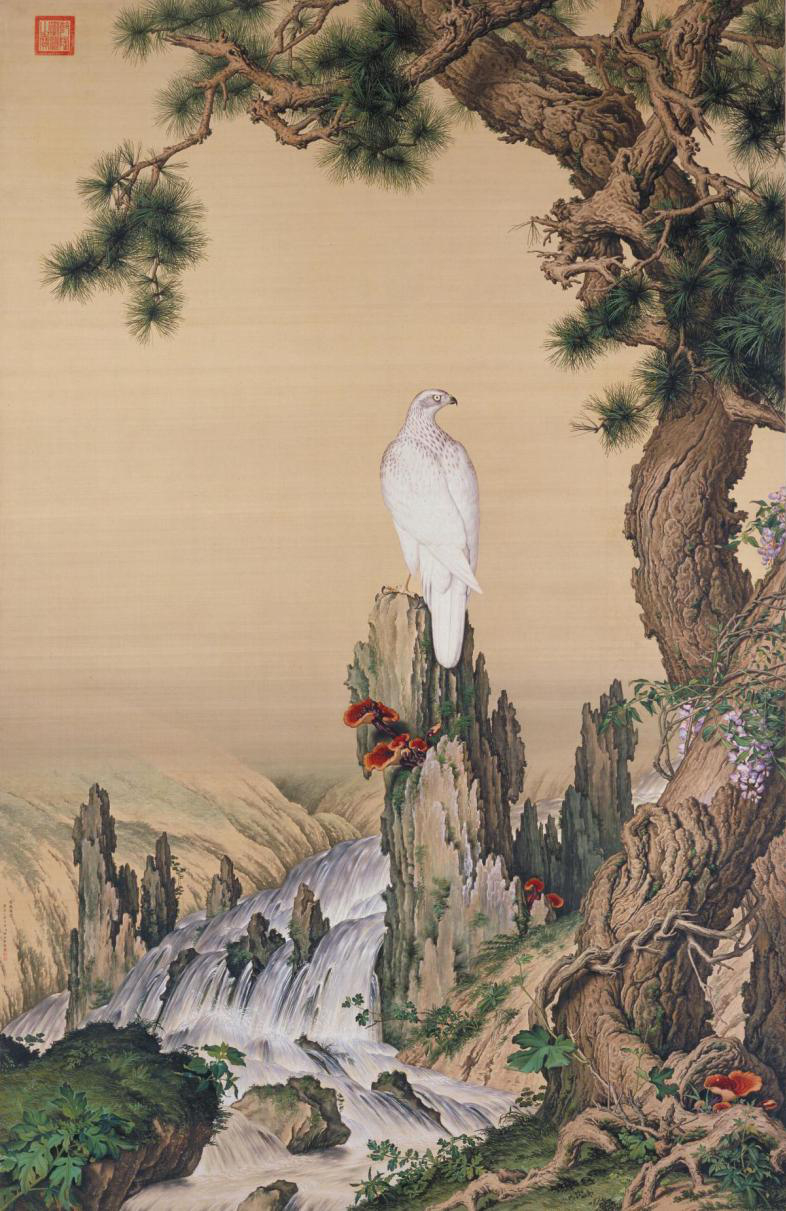
嵩獻英芝圖 雍正二年
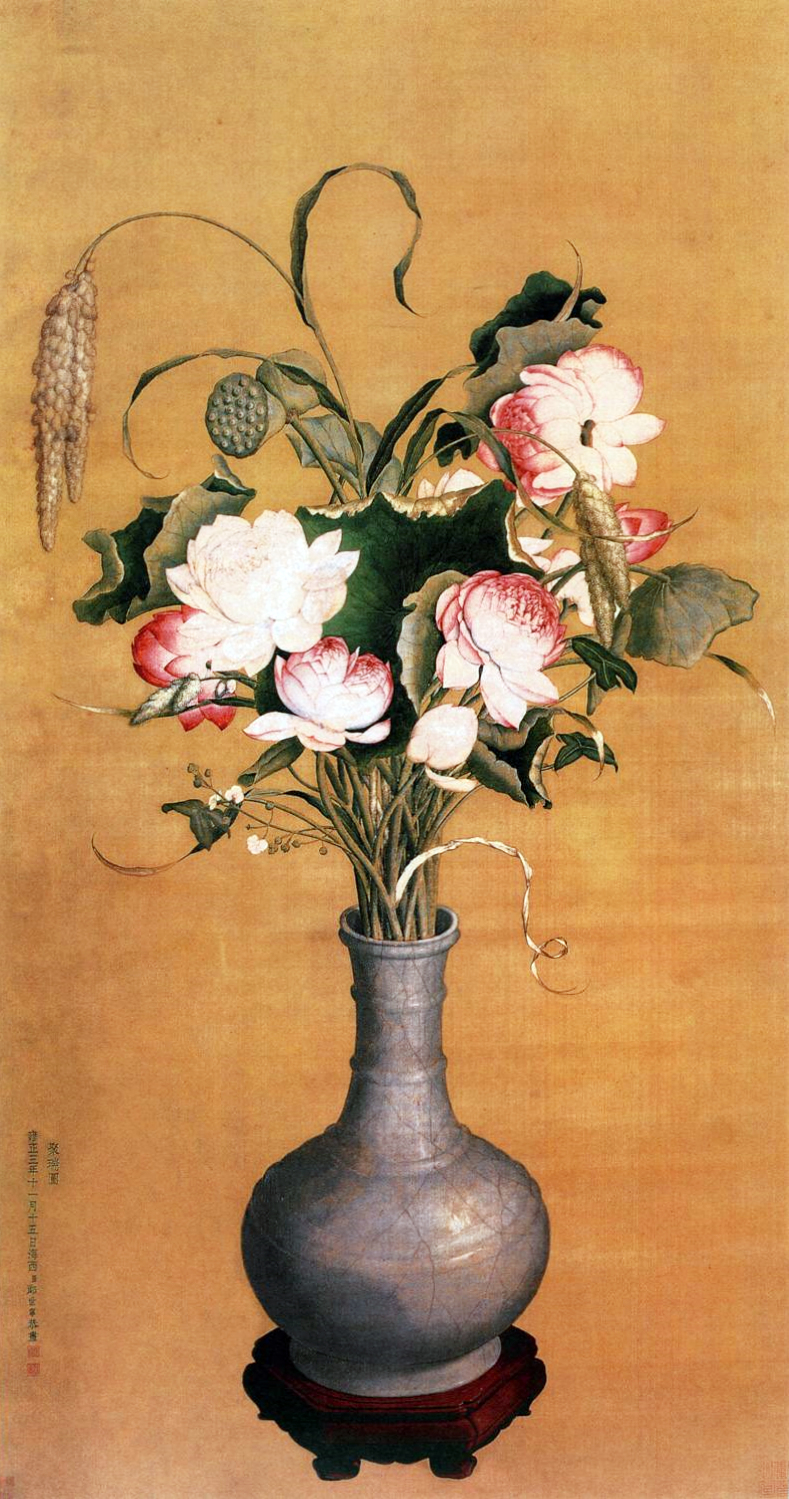
聚瑞图 雍正三年
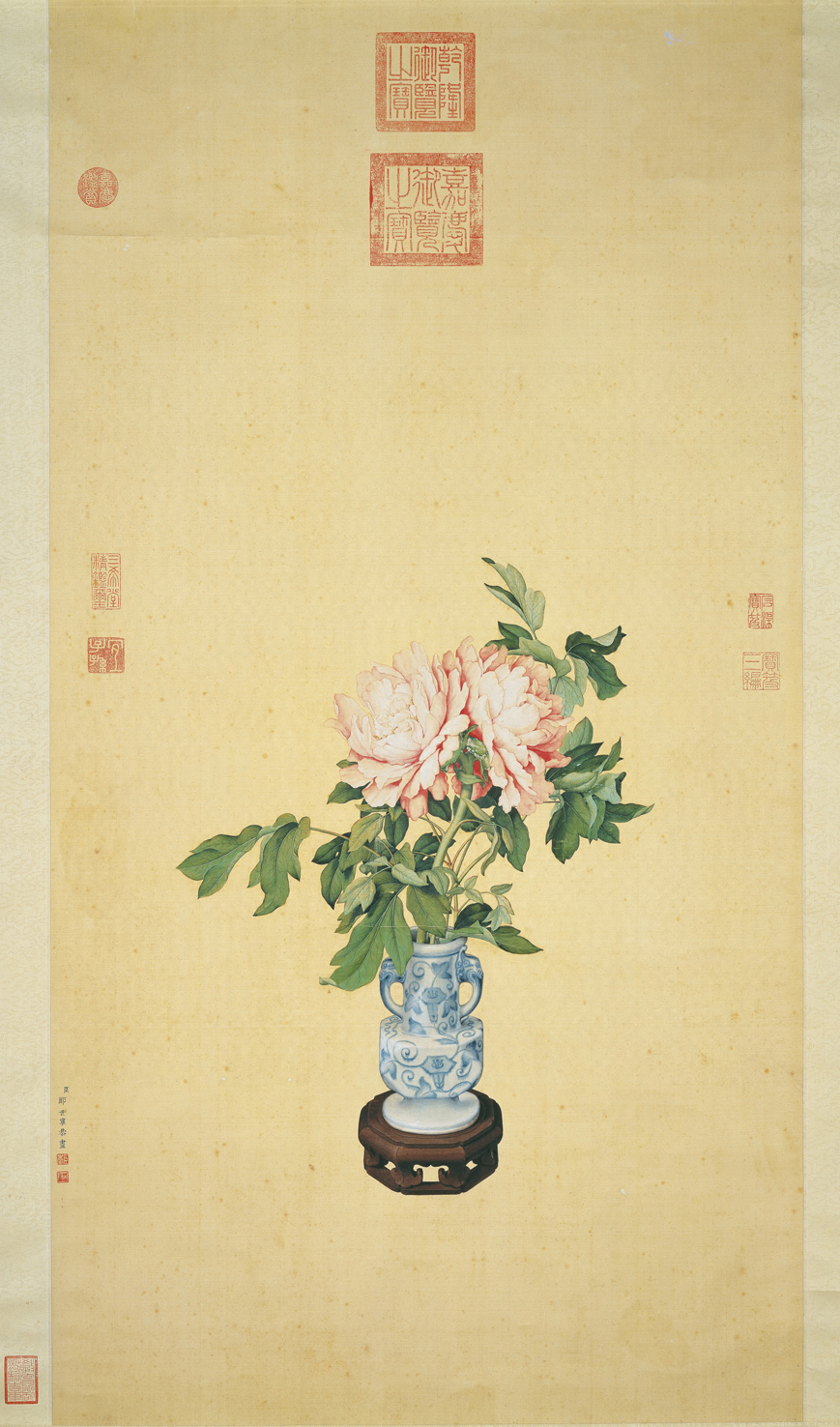
瓶花
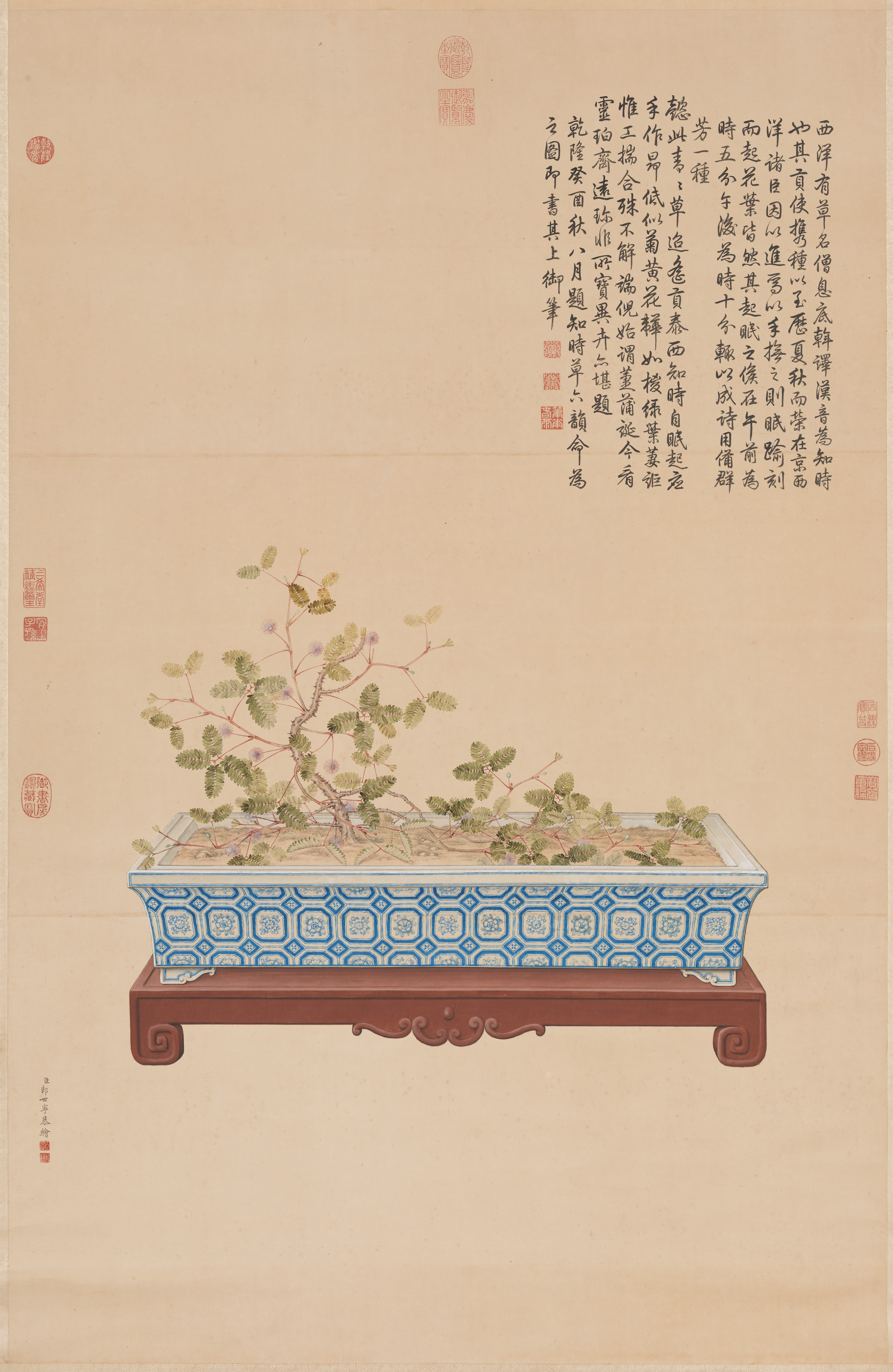
海西知時草（含羞草）
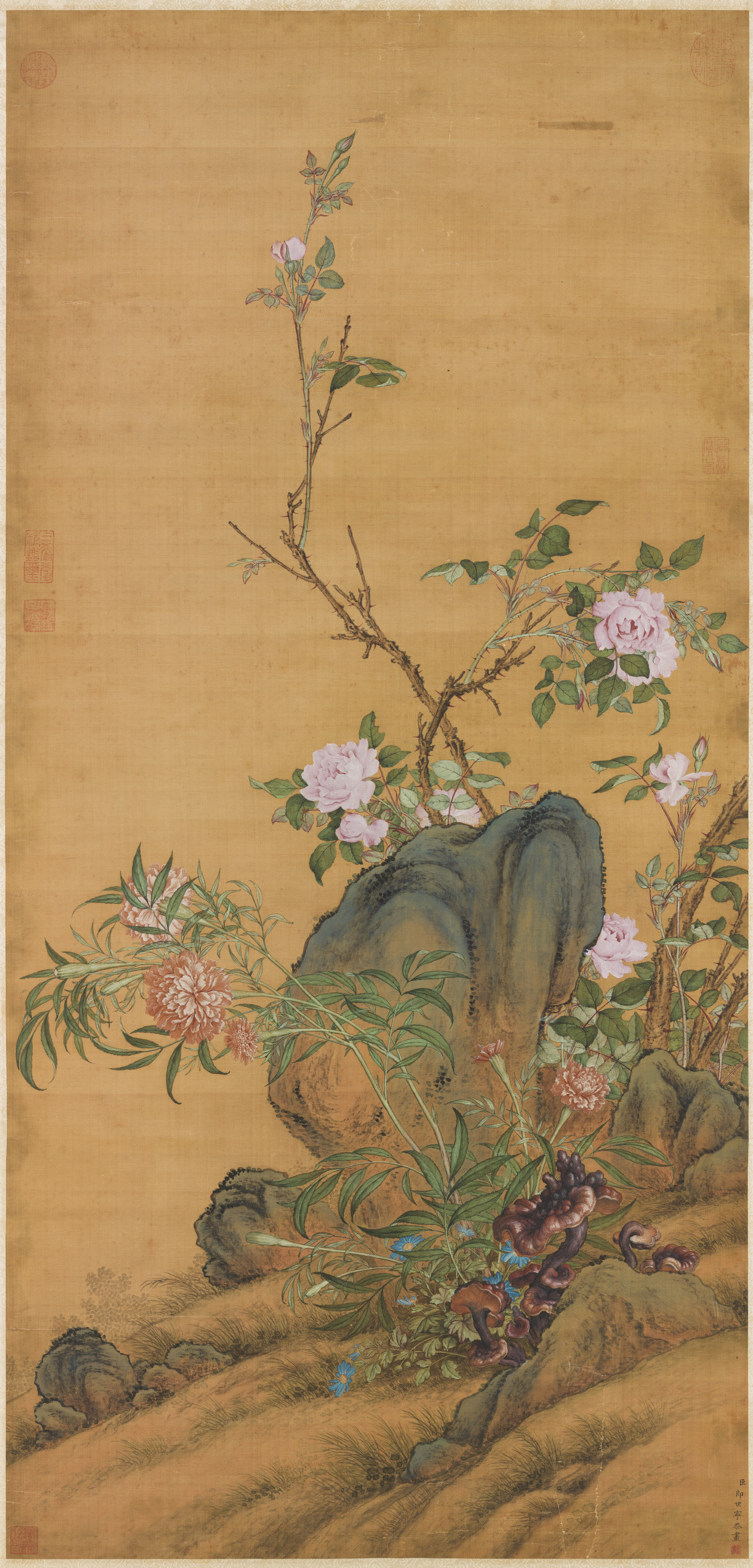
萬壽長春圖
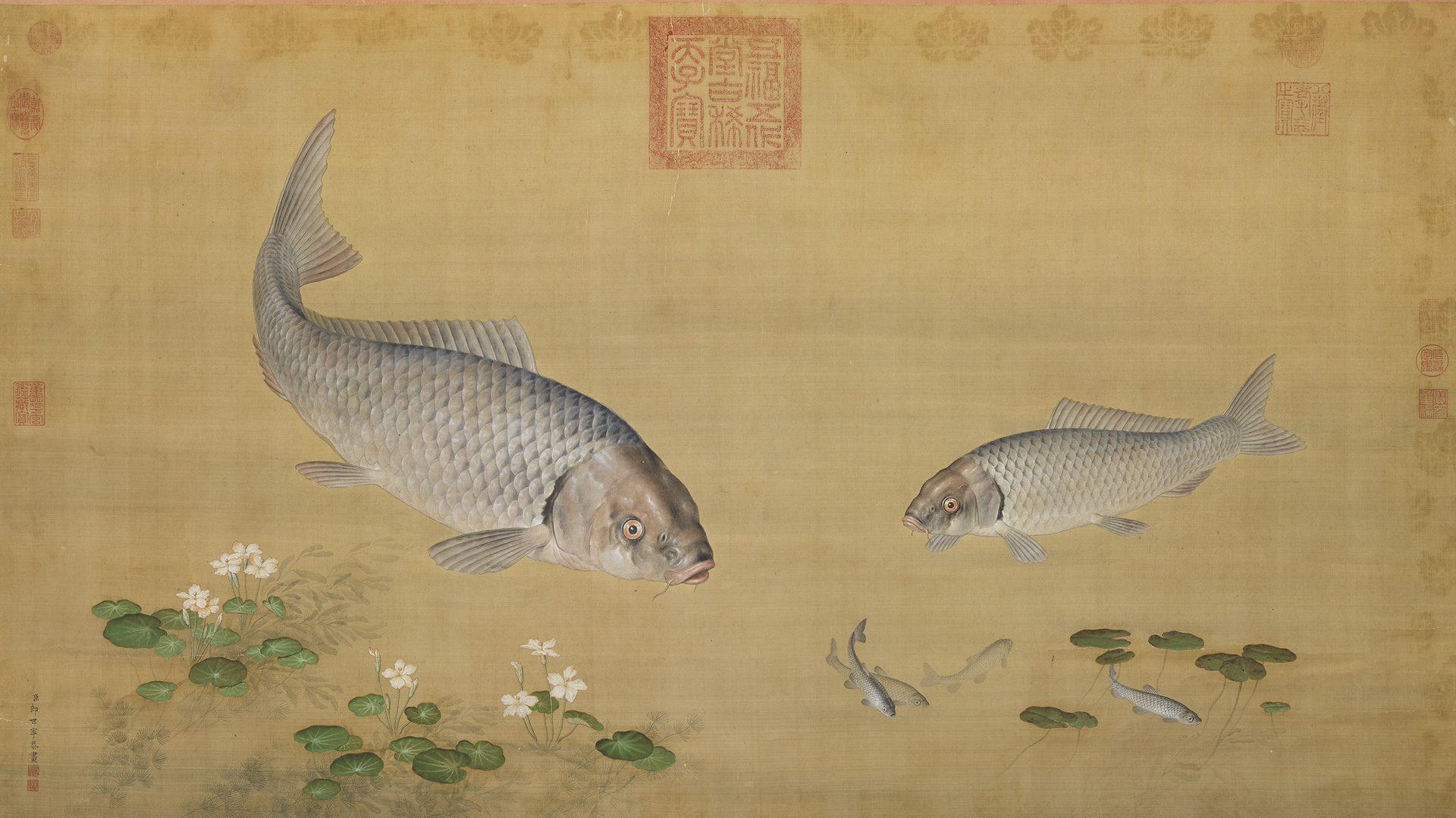
魚藻圖
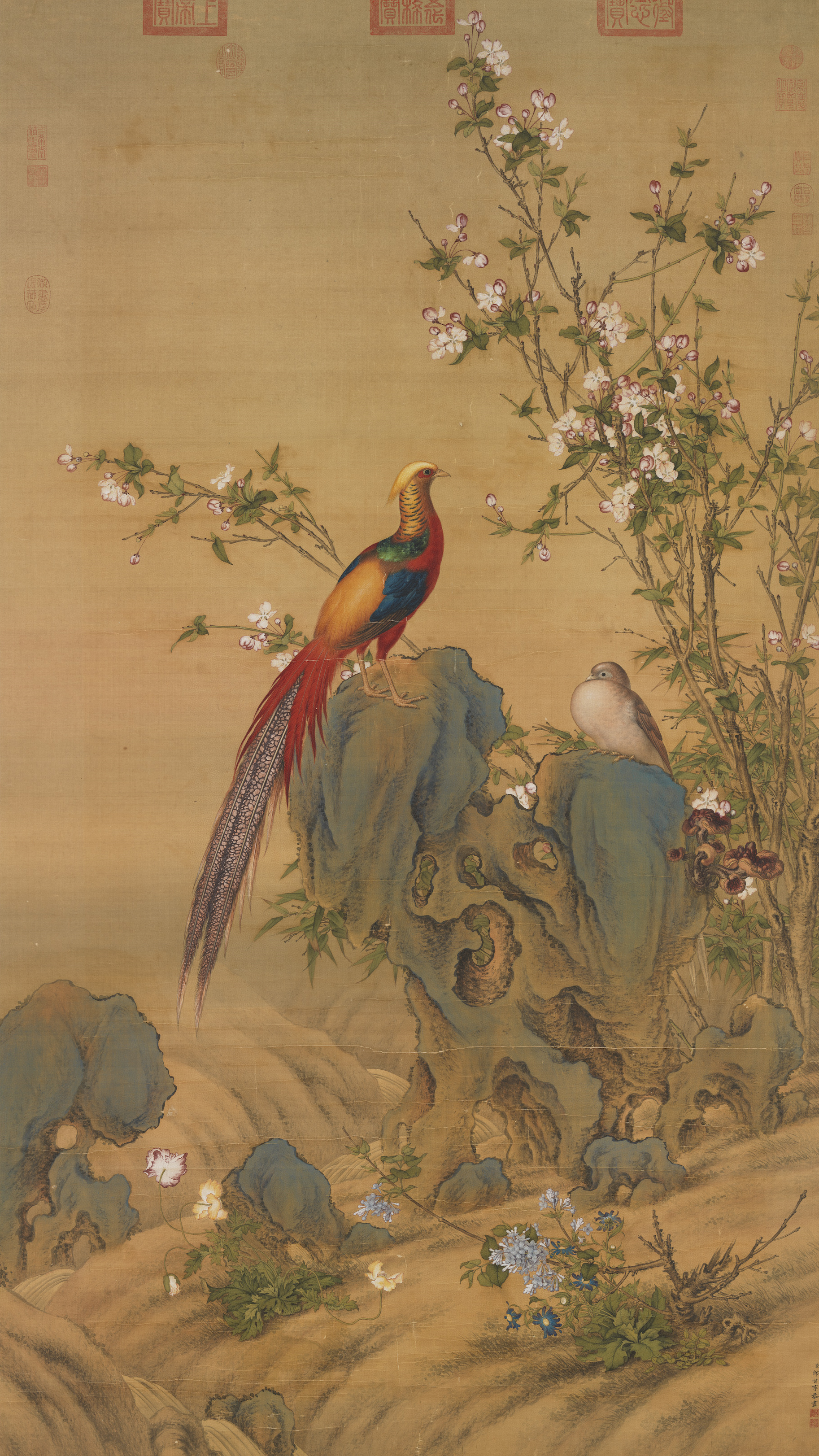
錦春圖
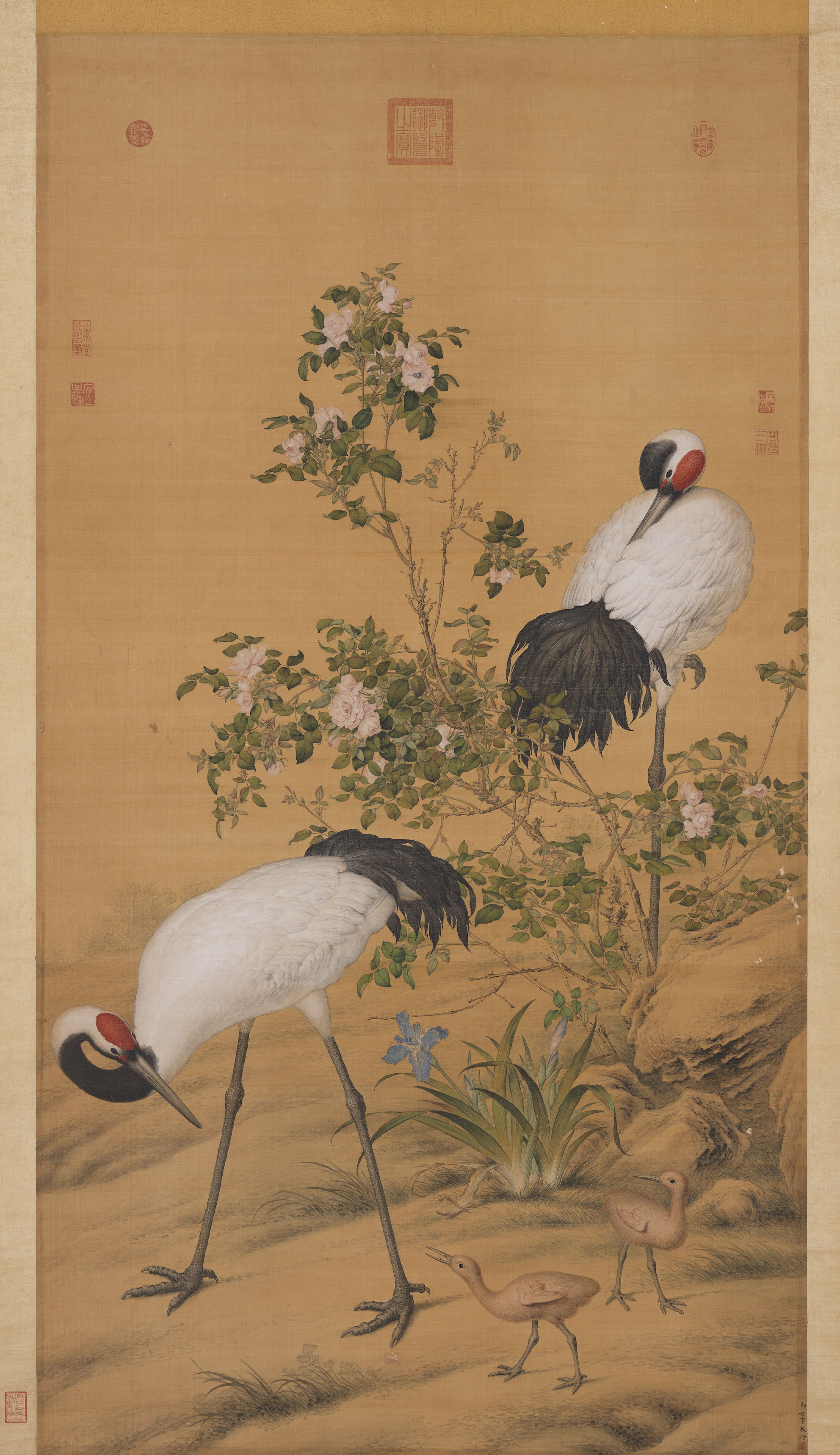
花陰雙鶴圖
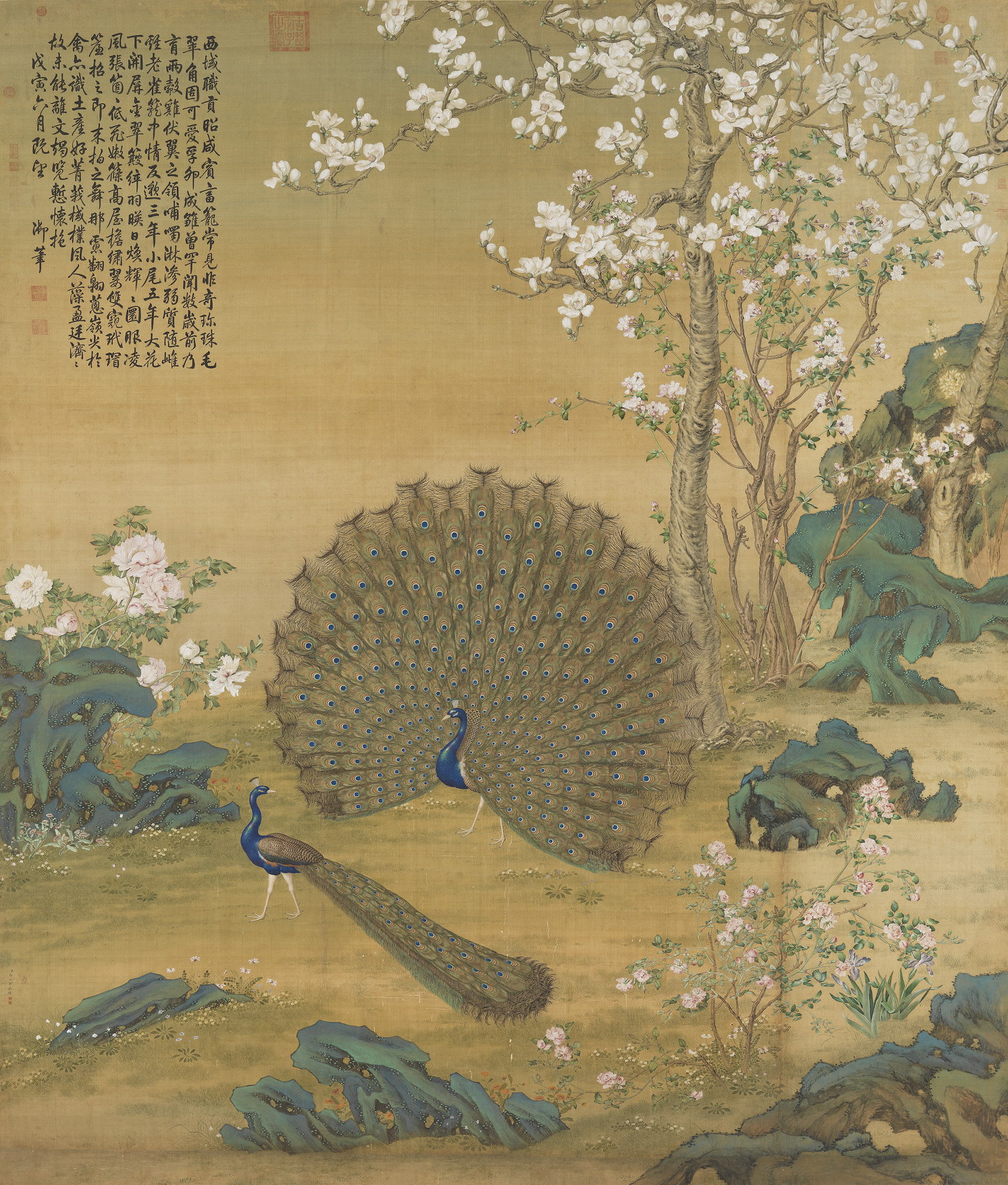
孔雀开屏图
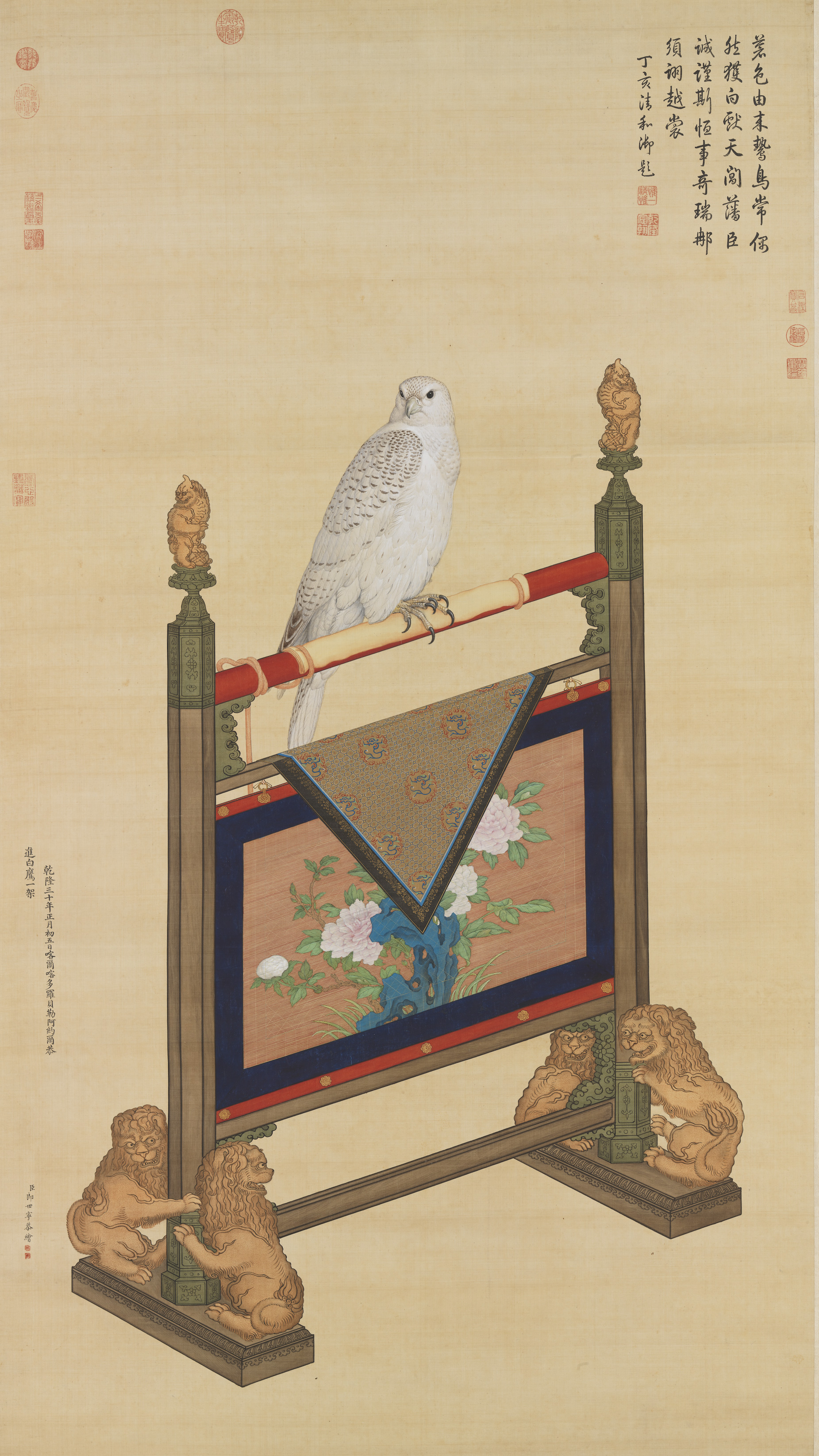
白鷹
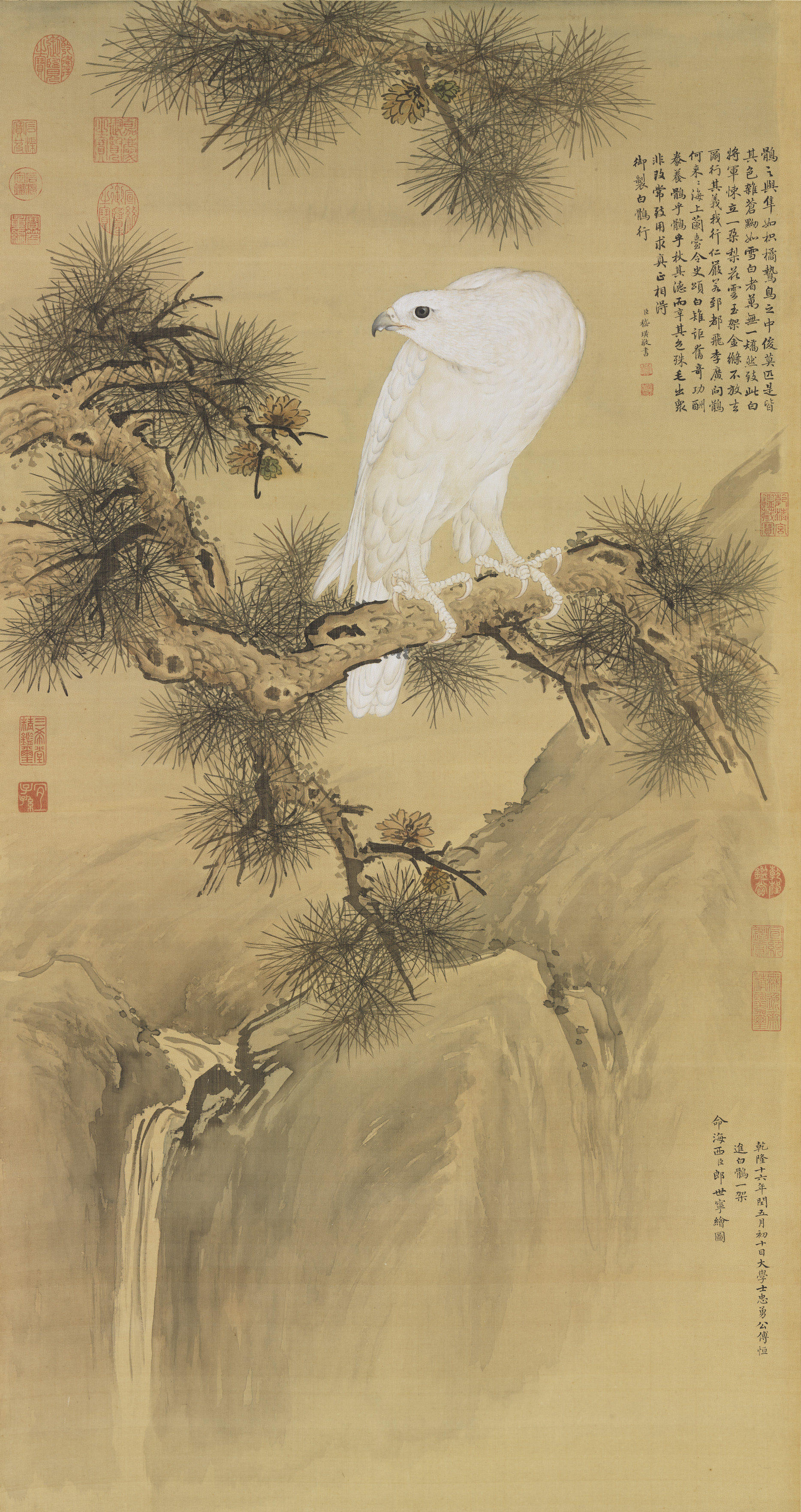
白鶻
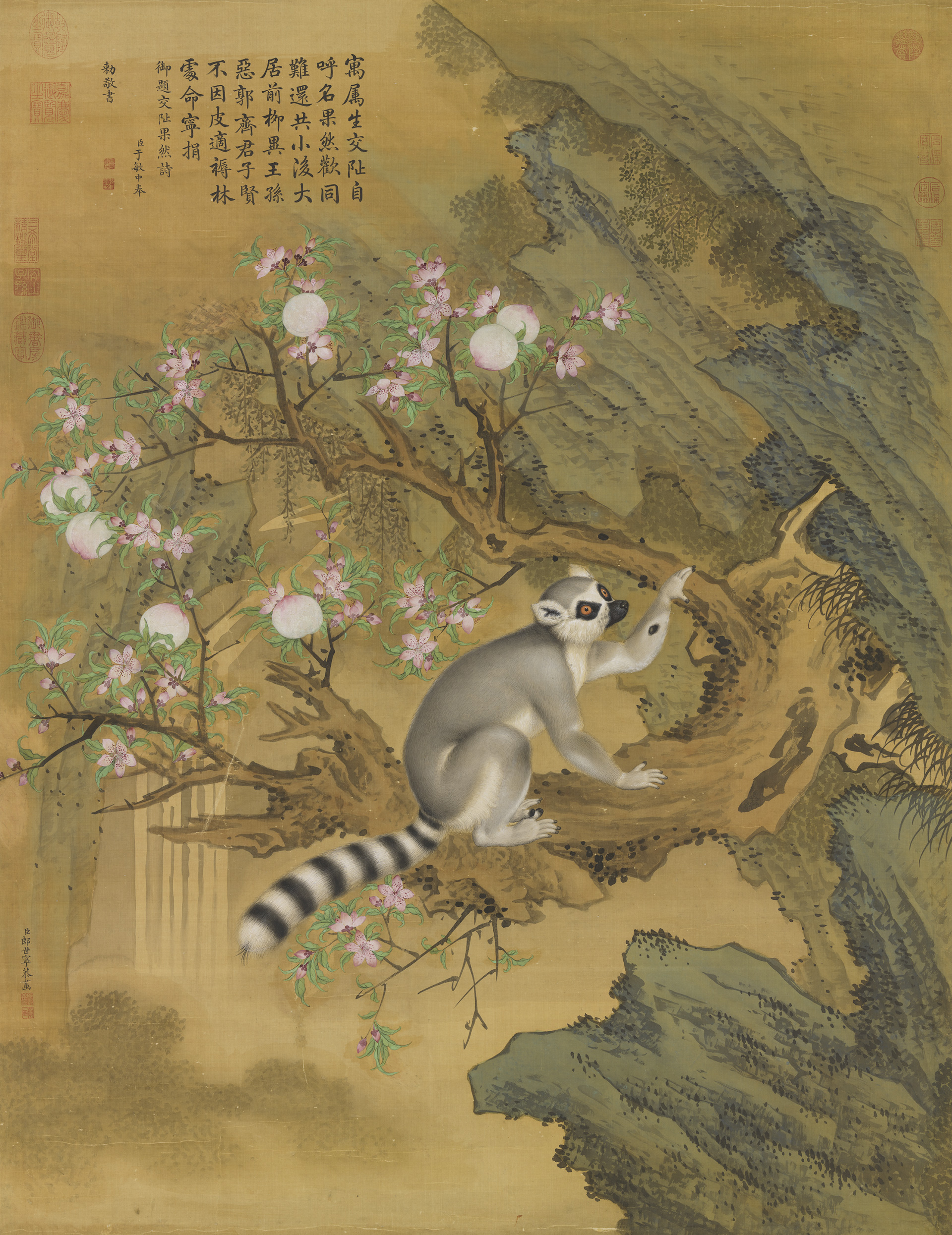
交阯果然（狐猴）
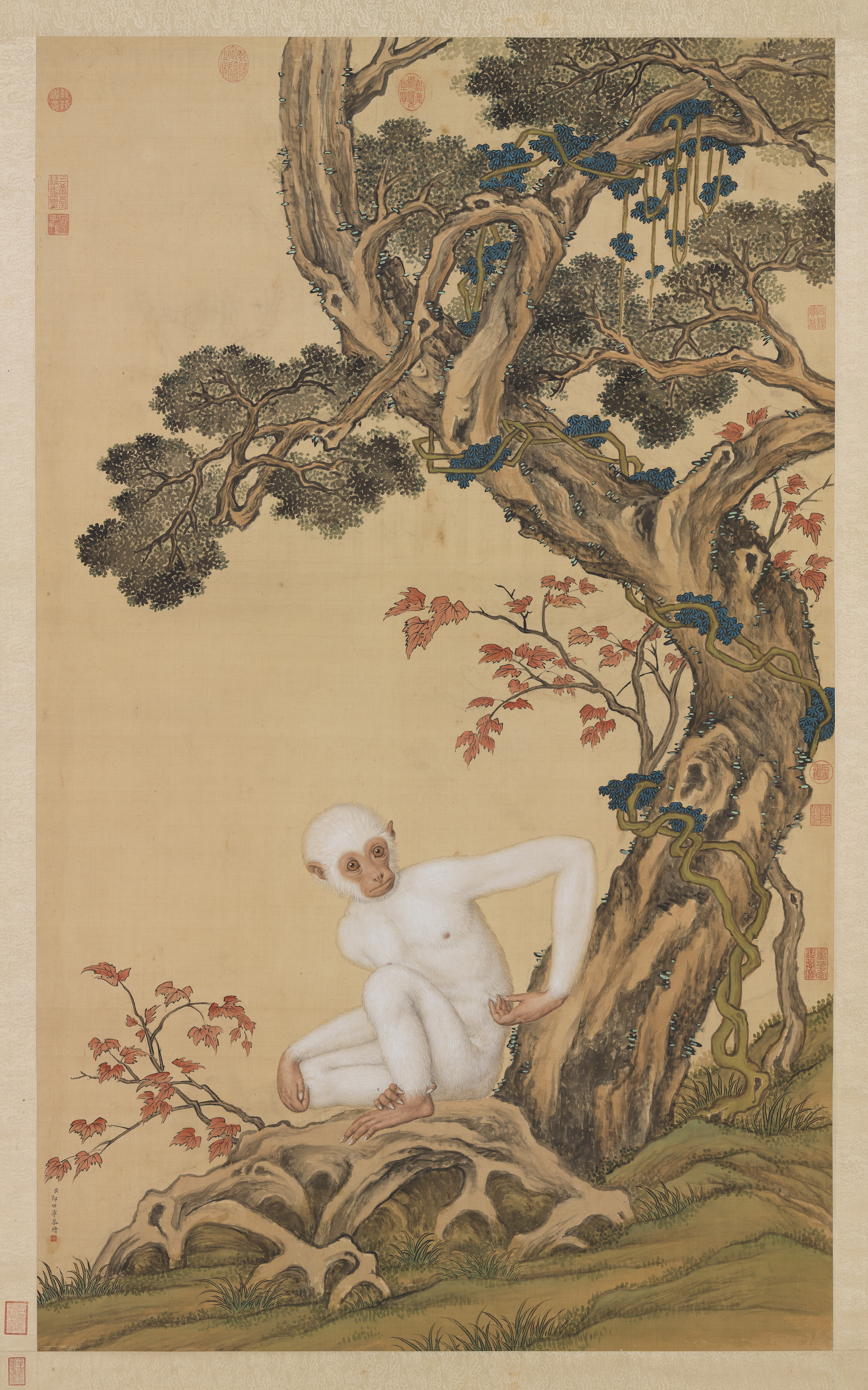
白猿圖
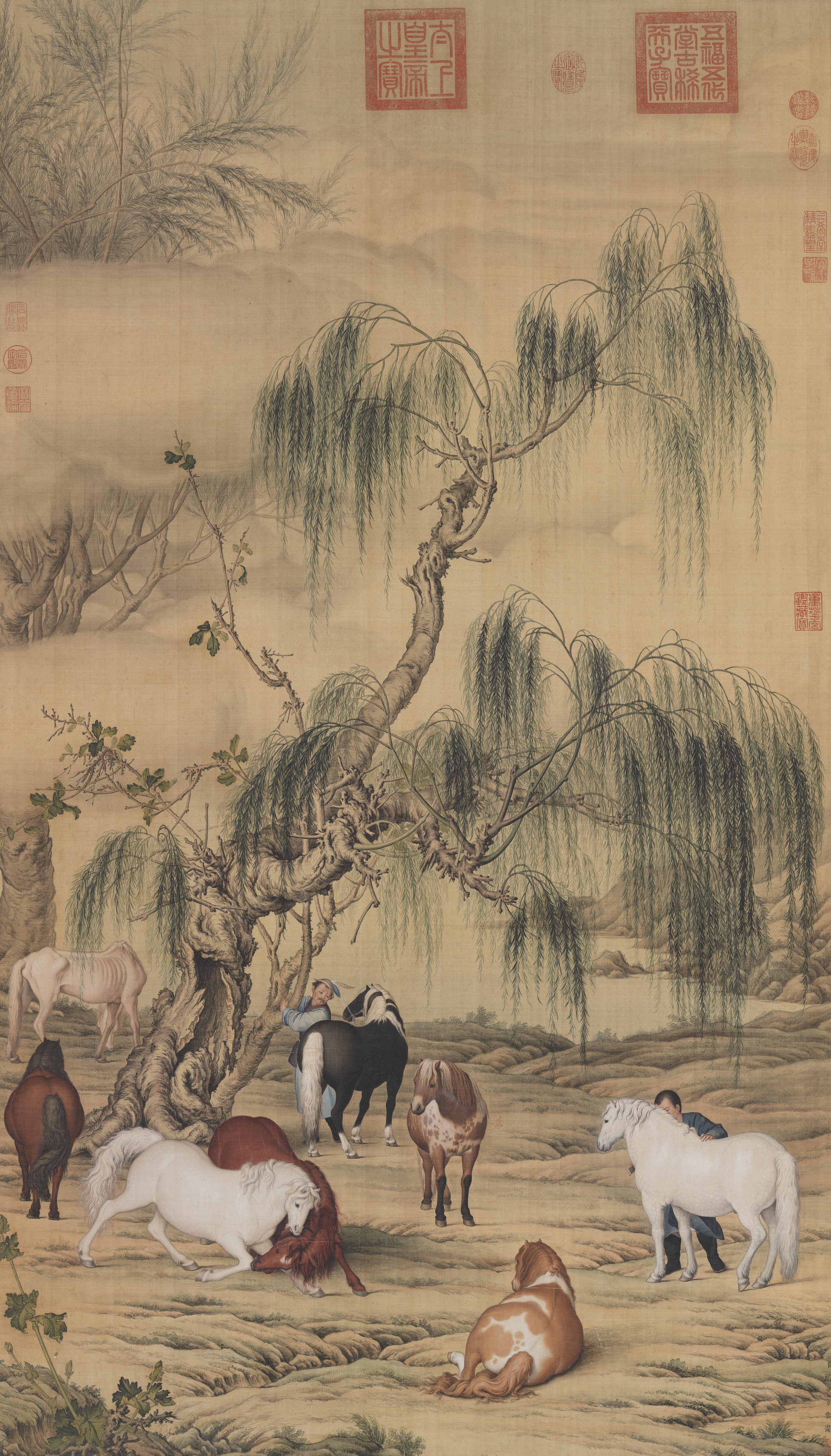
八駿圖
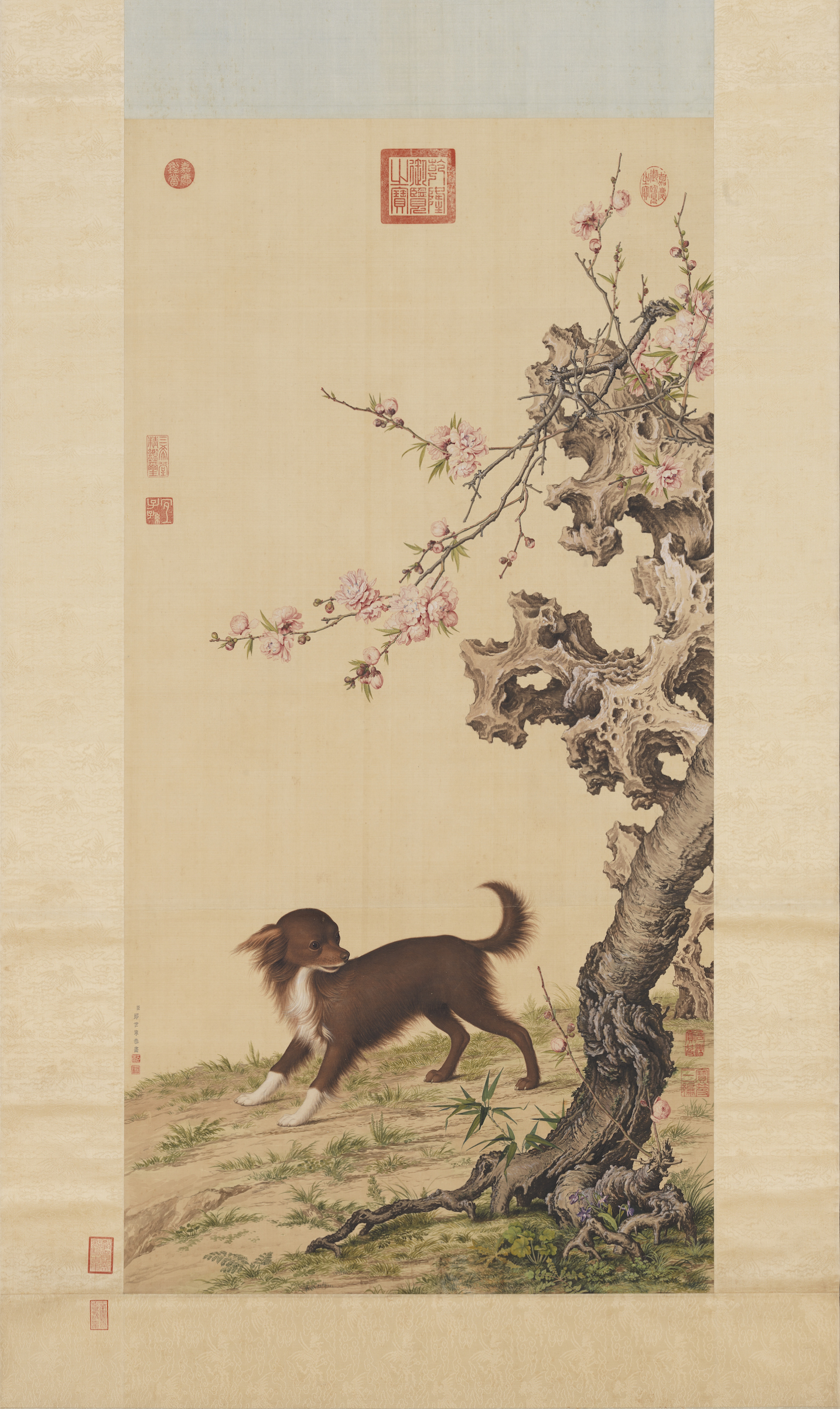
花底仙尨圖
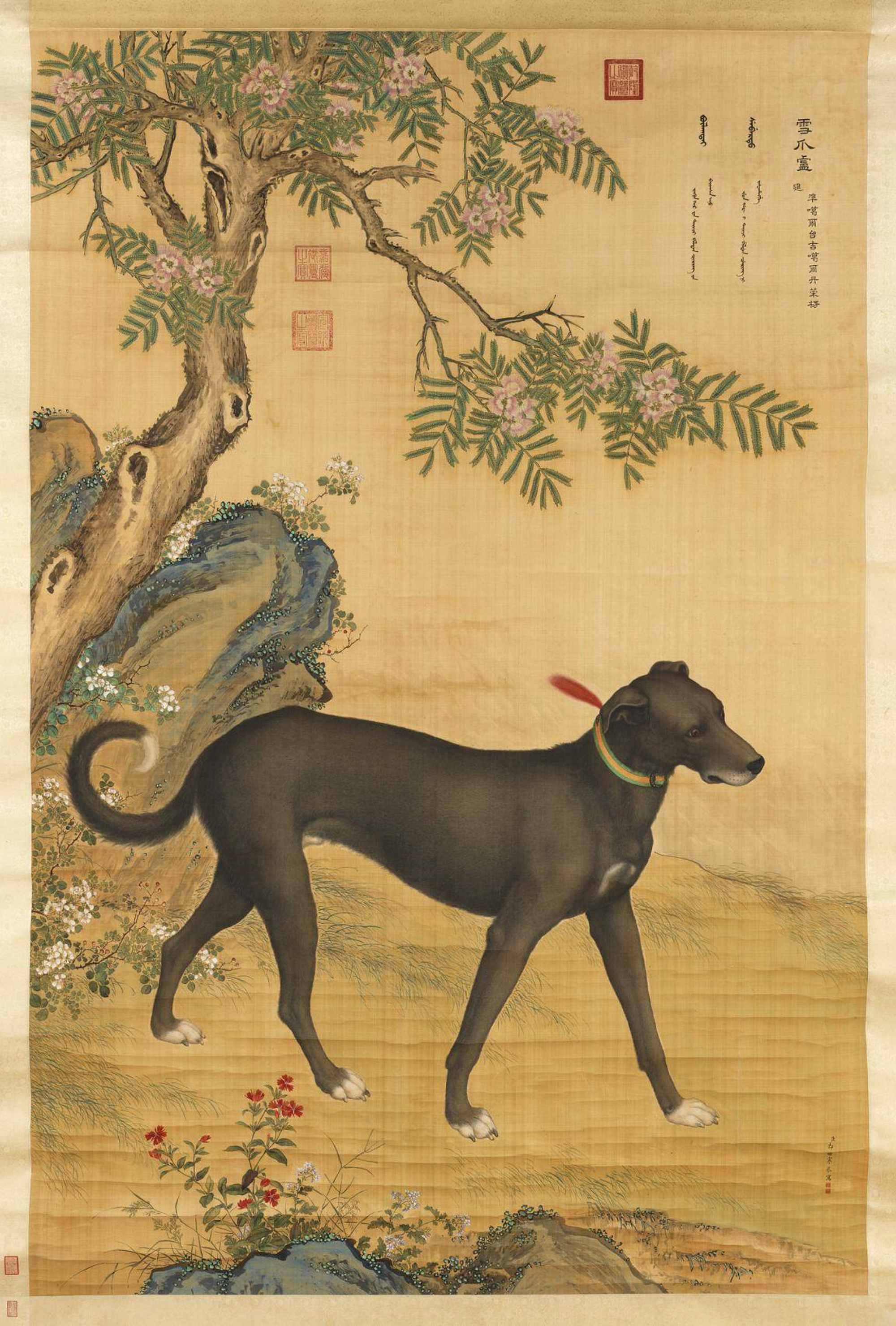
雪爪卢 十骏犬图之一
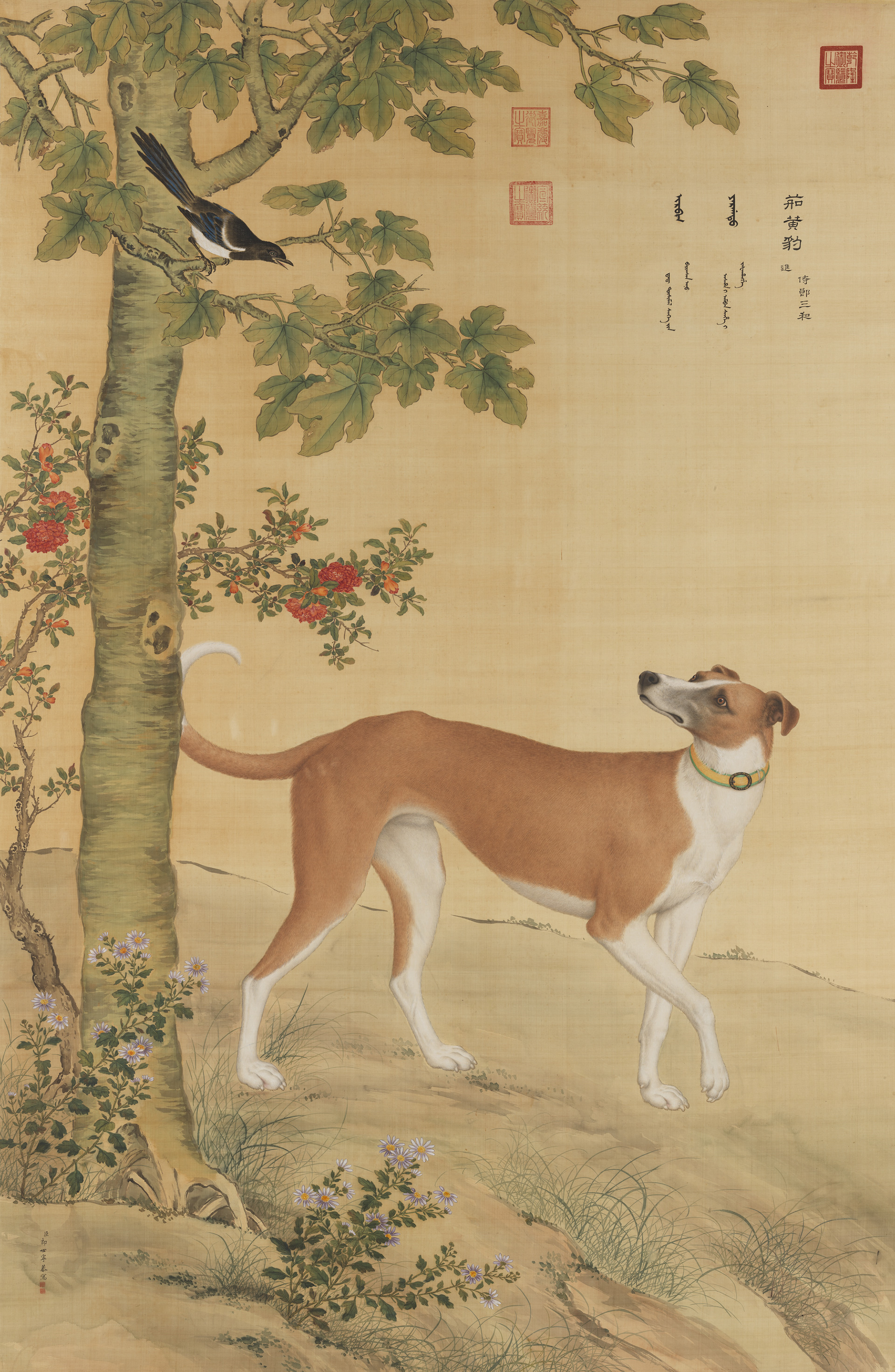
茹黃豹 十骏犬图之一
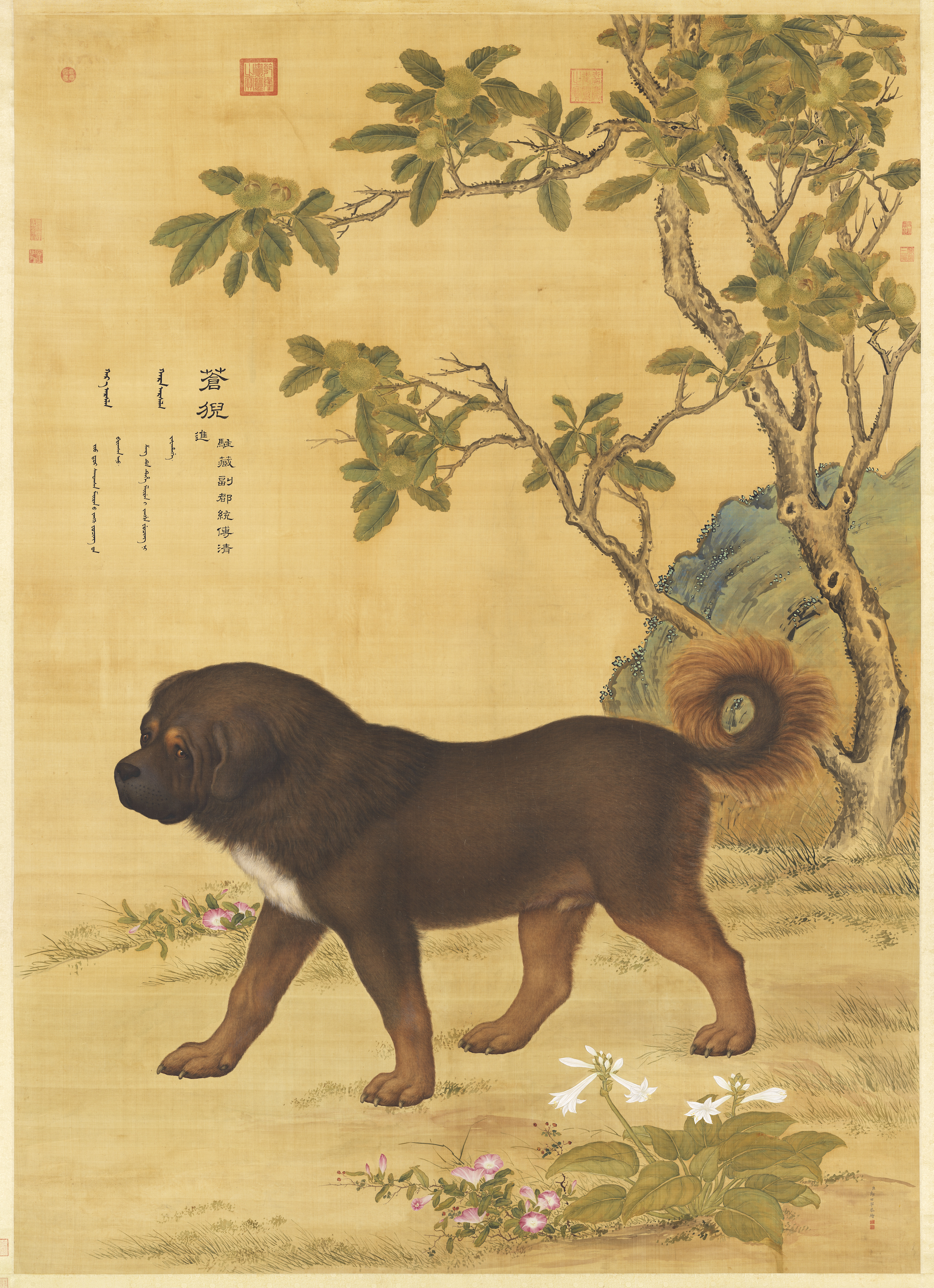
苍猊（藏獒） 十骏犬图之一
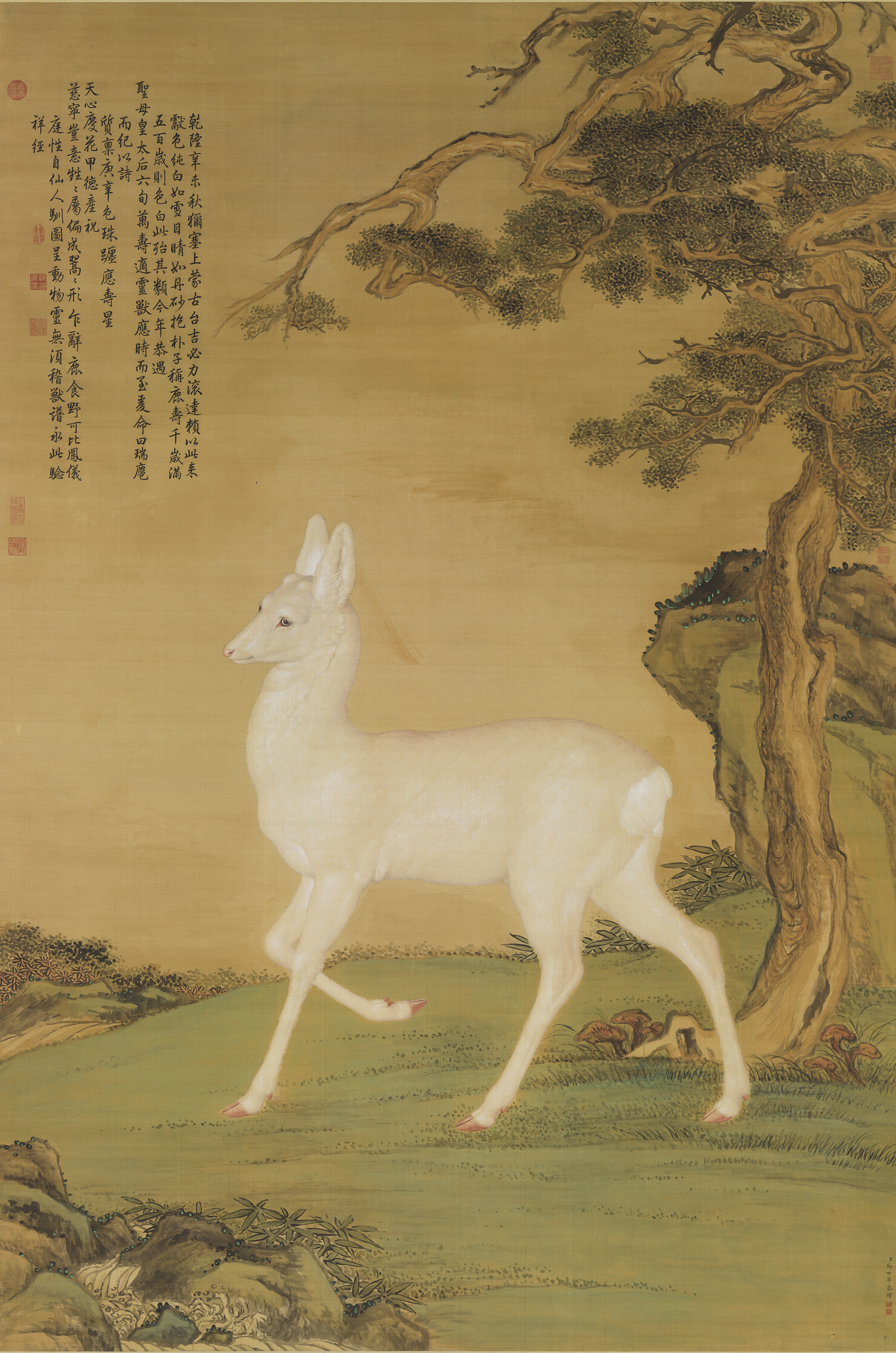
瑞麅圖
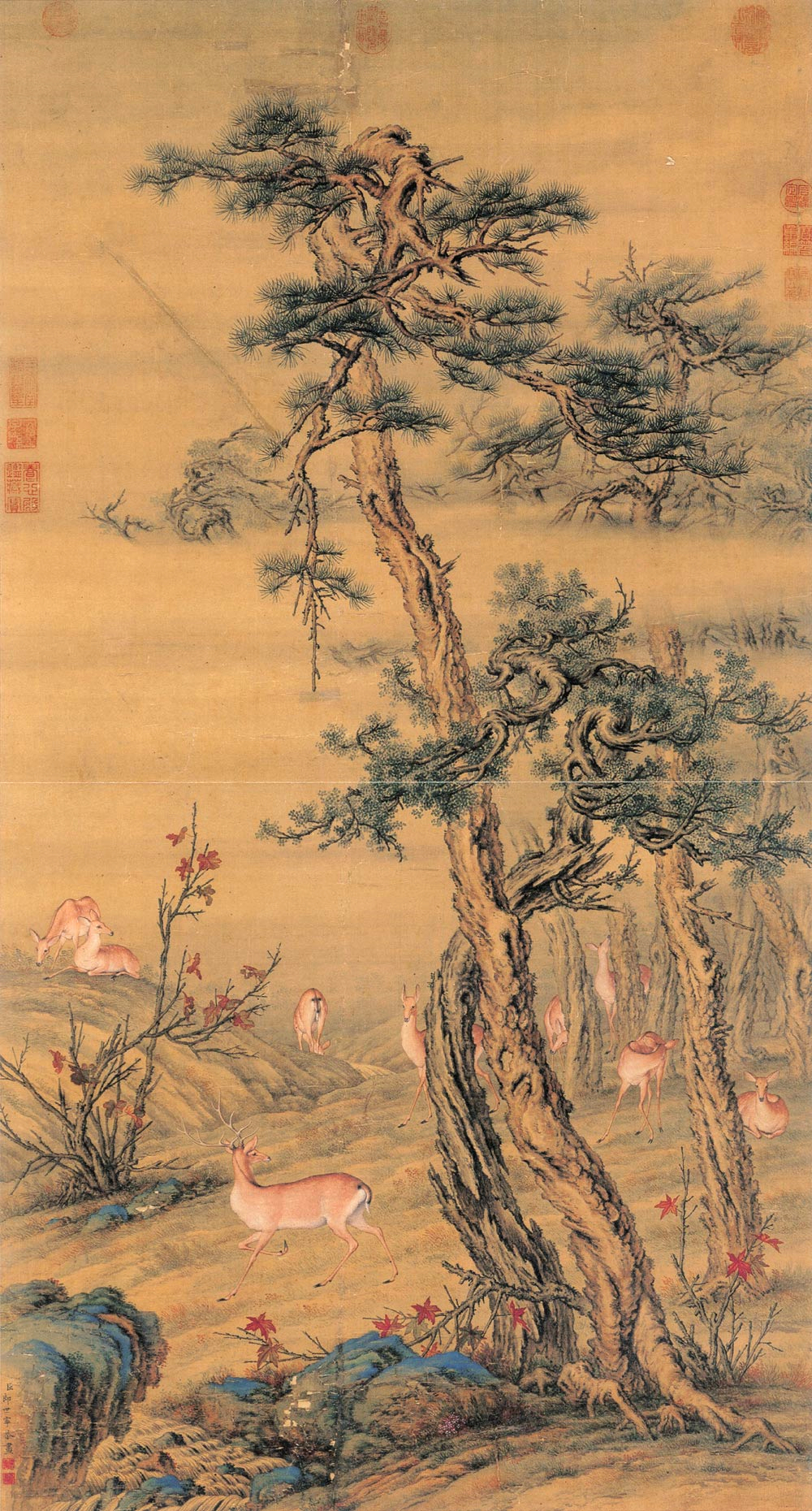
秋林群鹿图
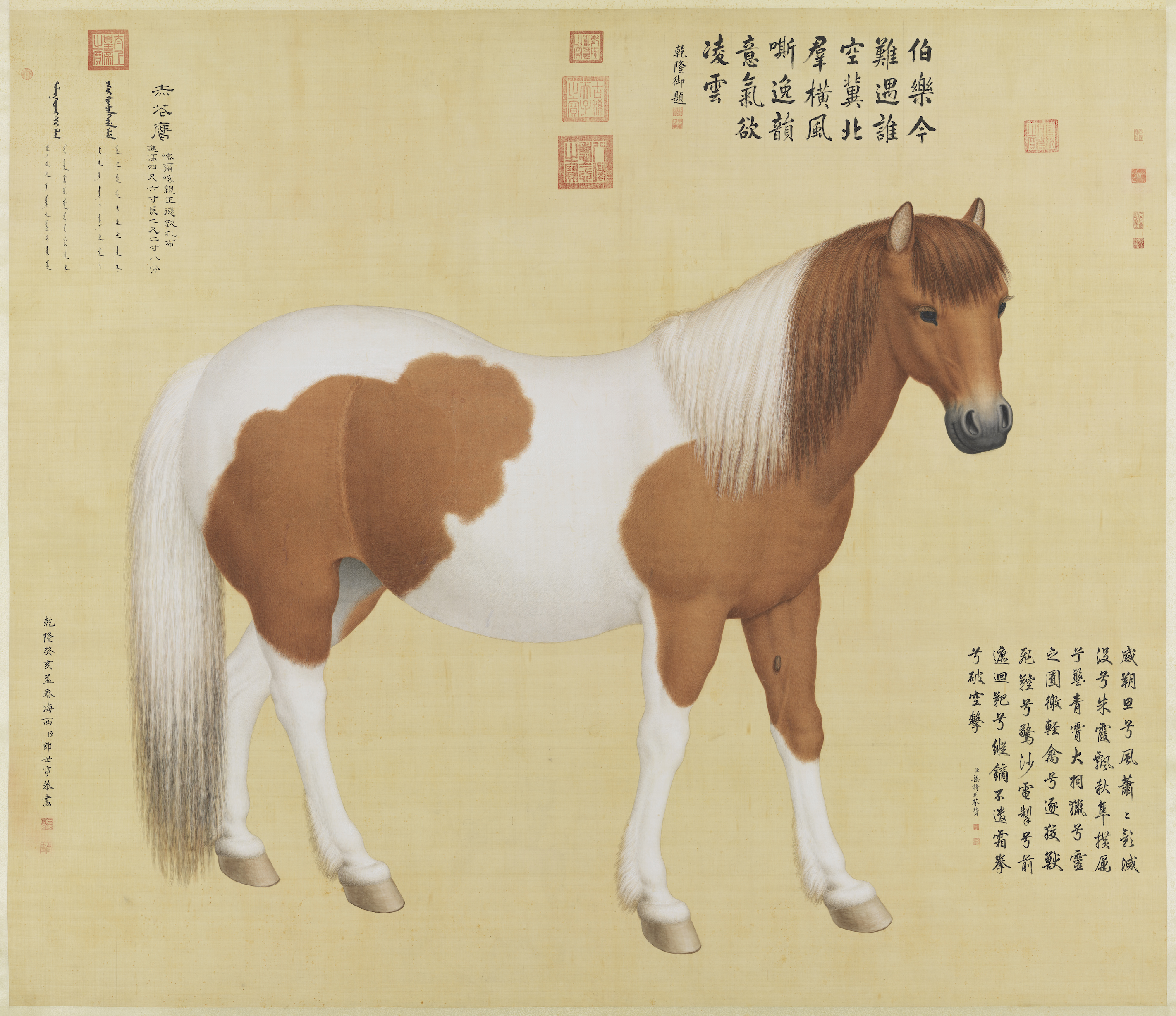
赤花鹰 十骏图之一
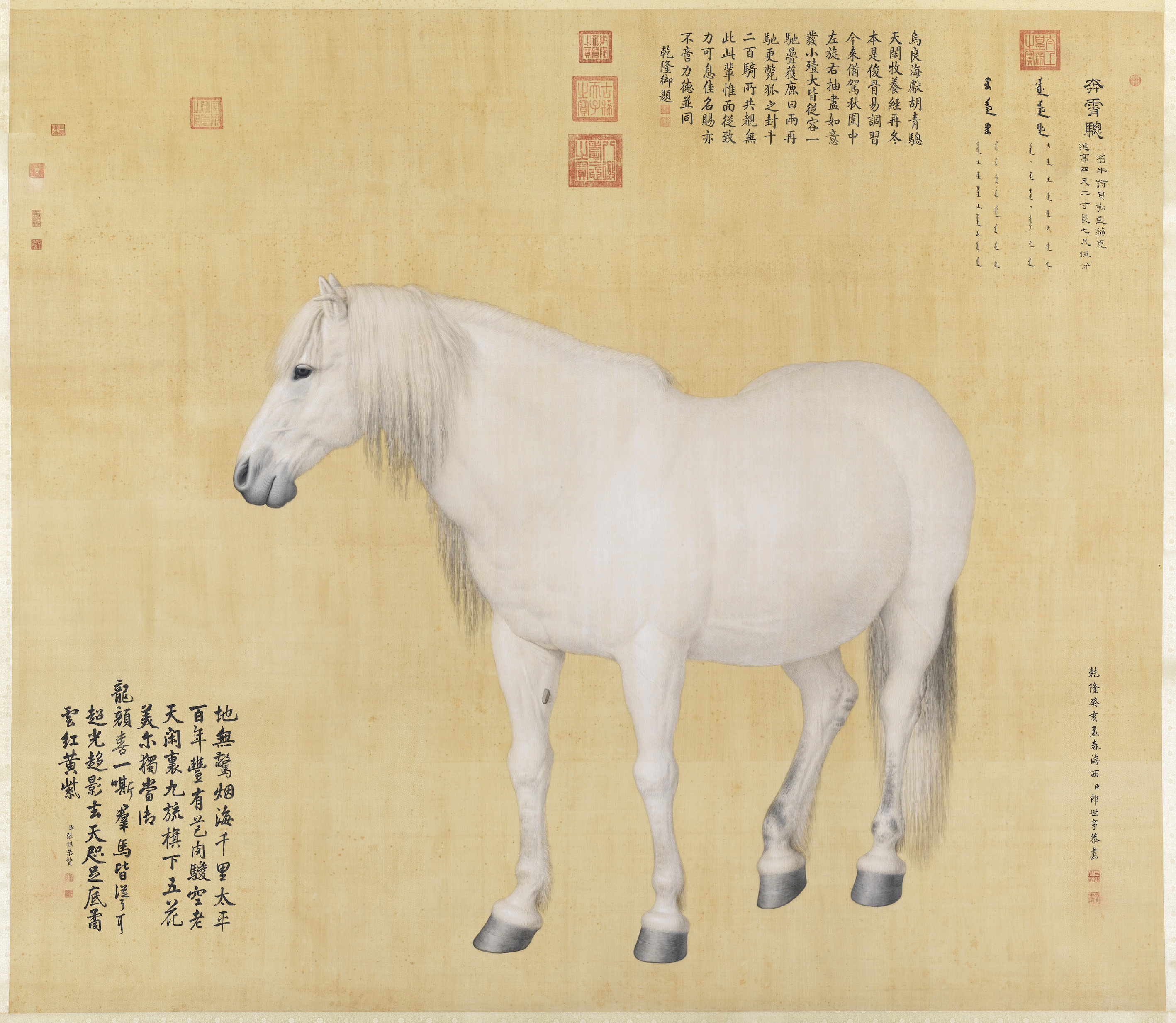
奔霄骢 十骏图之一
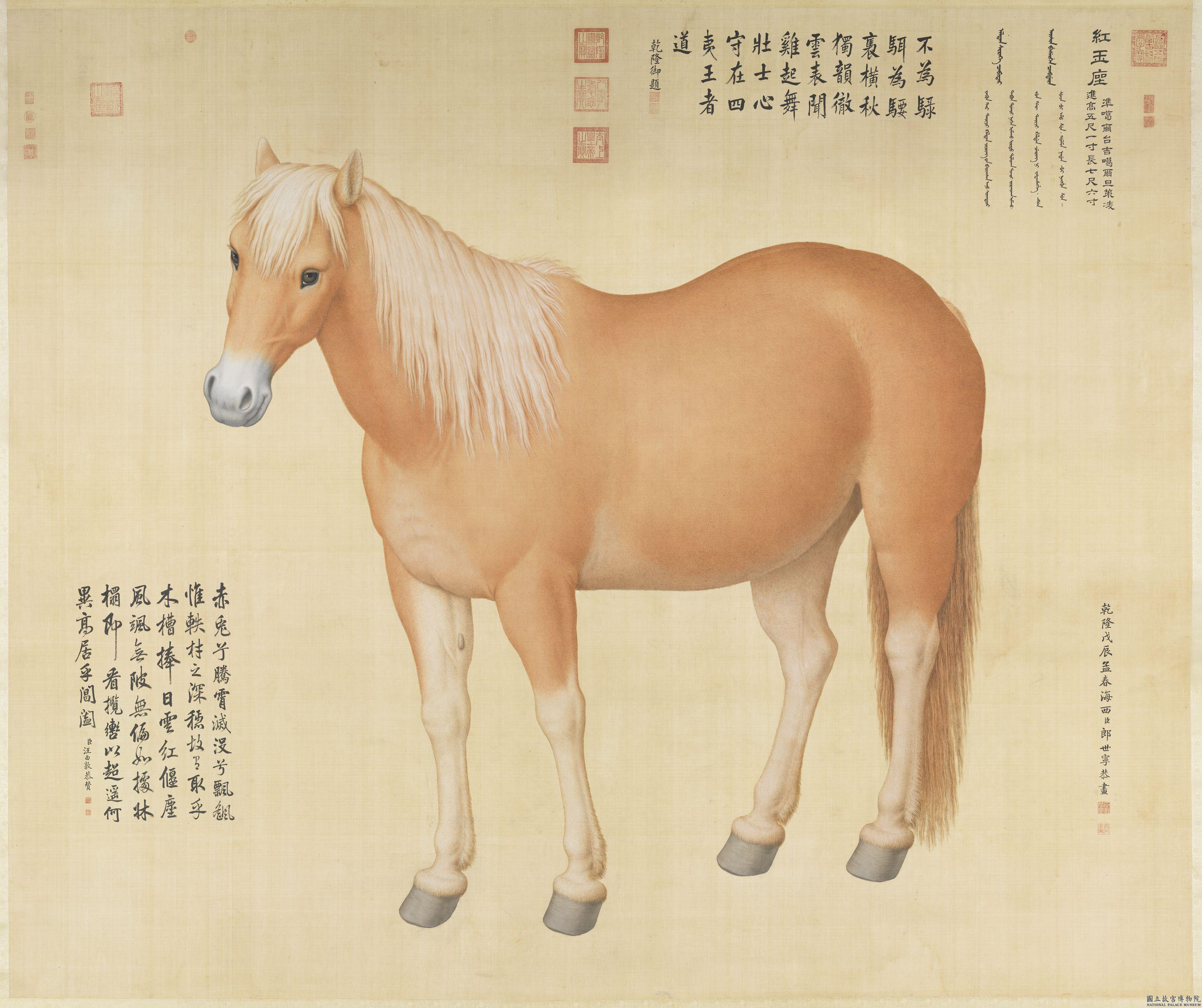
红玉座 十骏图之一
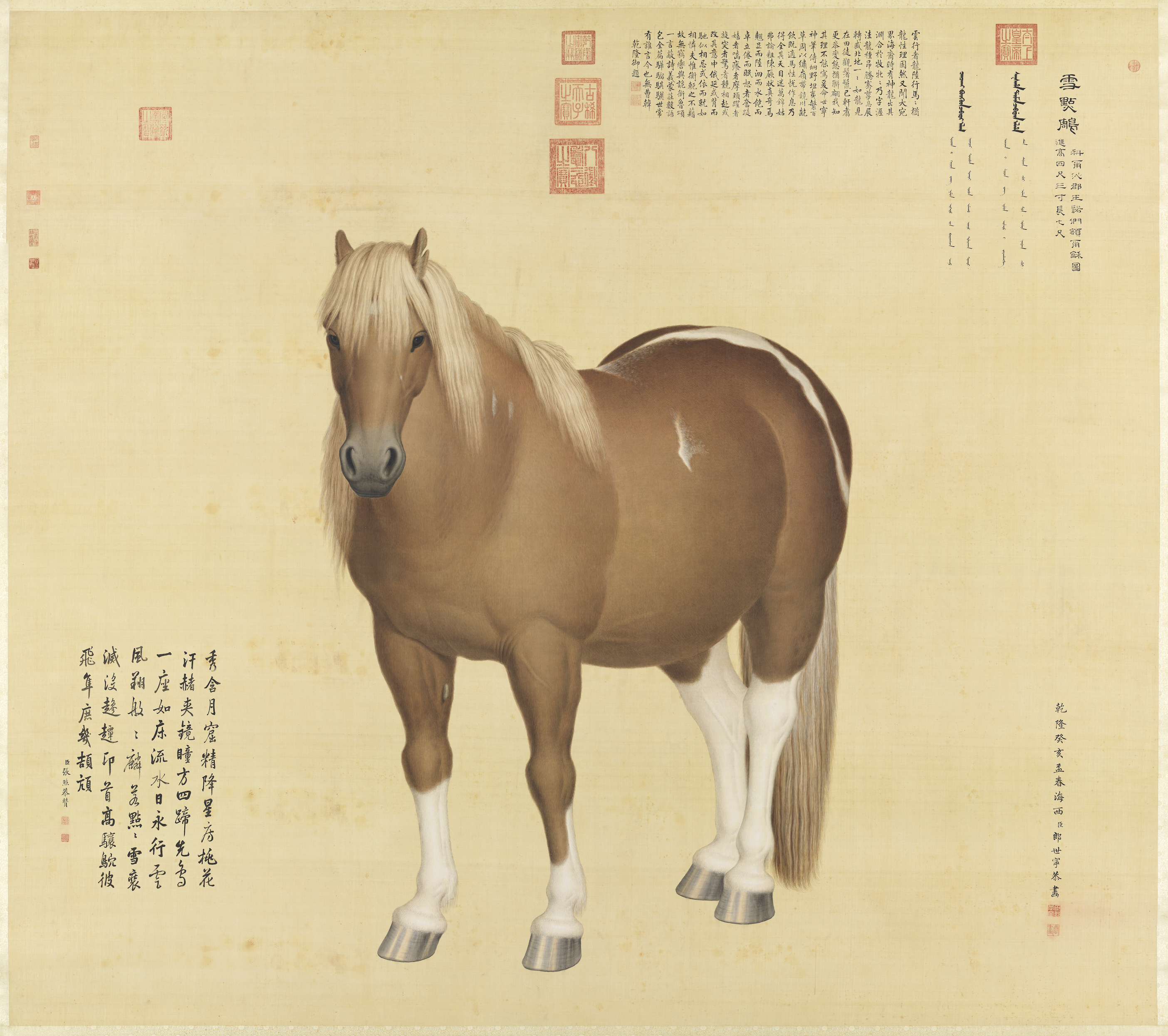
雪點雕 十骏图之一
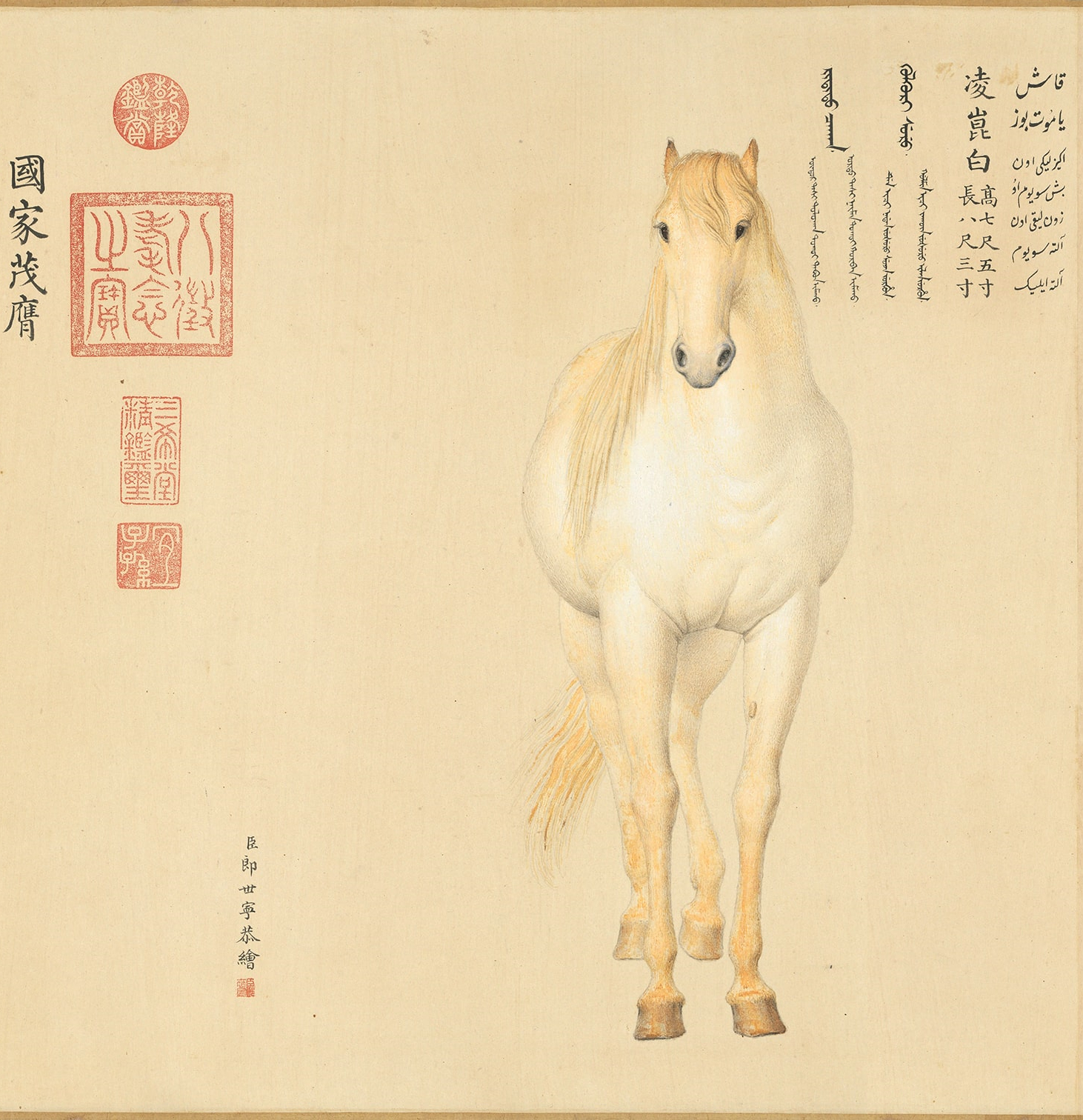
凌崑白 爱乌罕四骏图之一
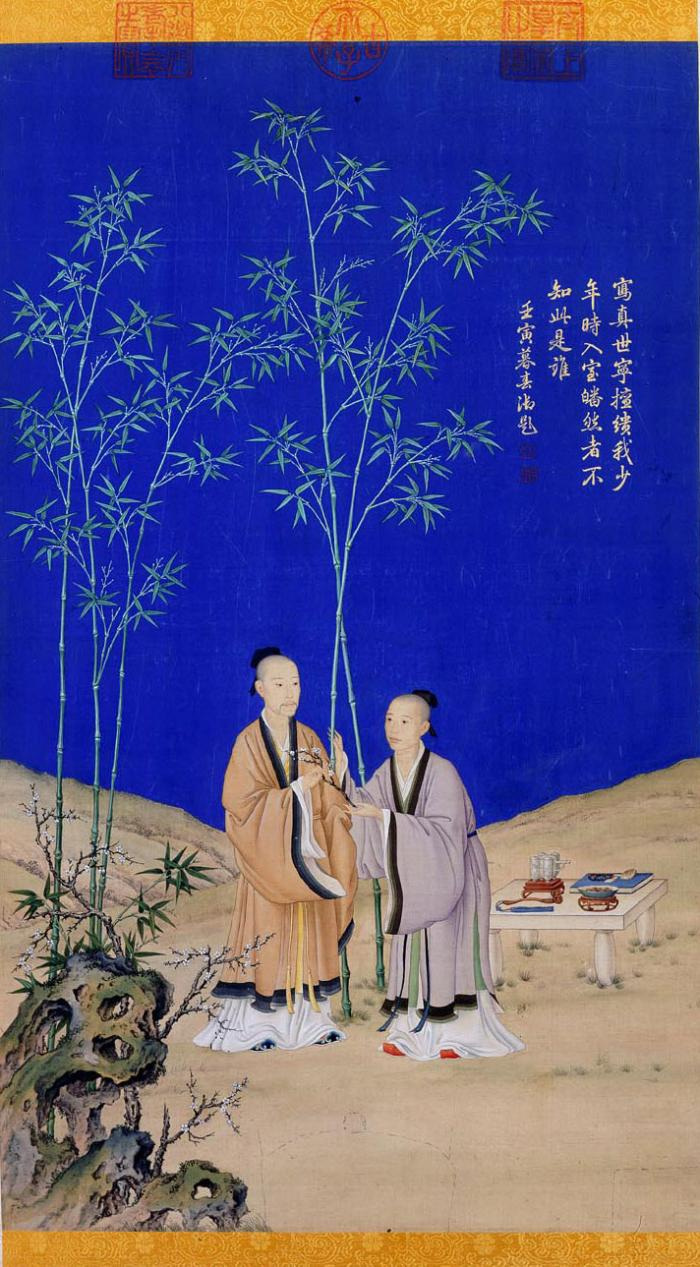
平安春信图
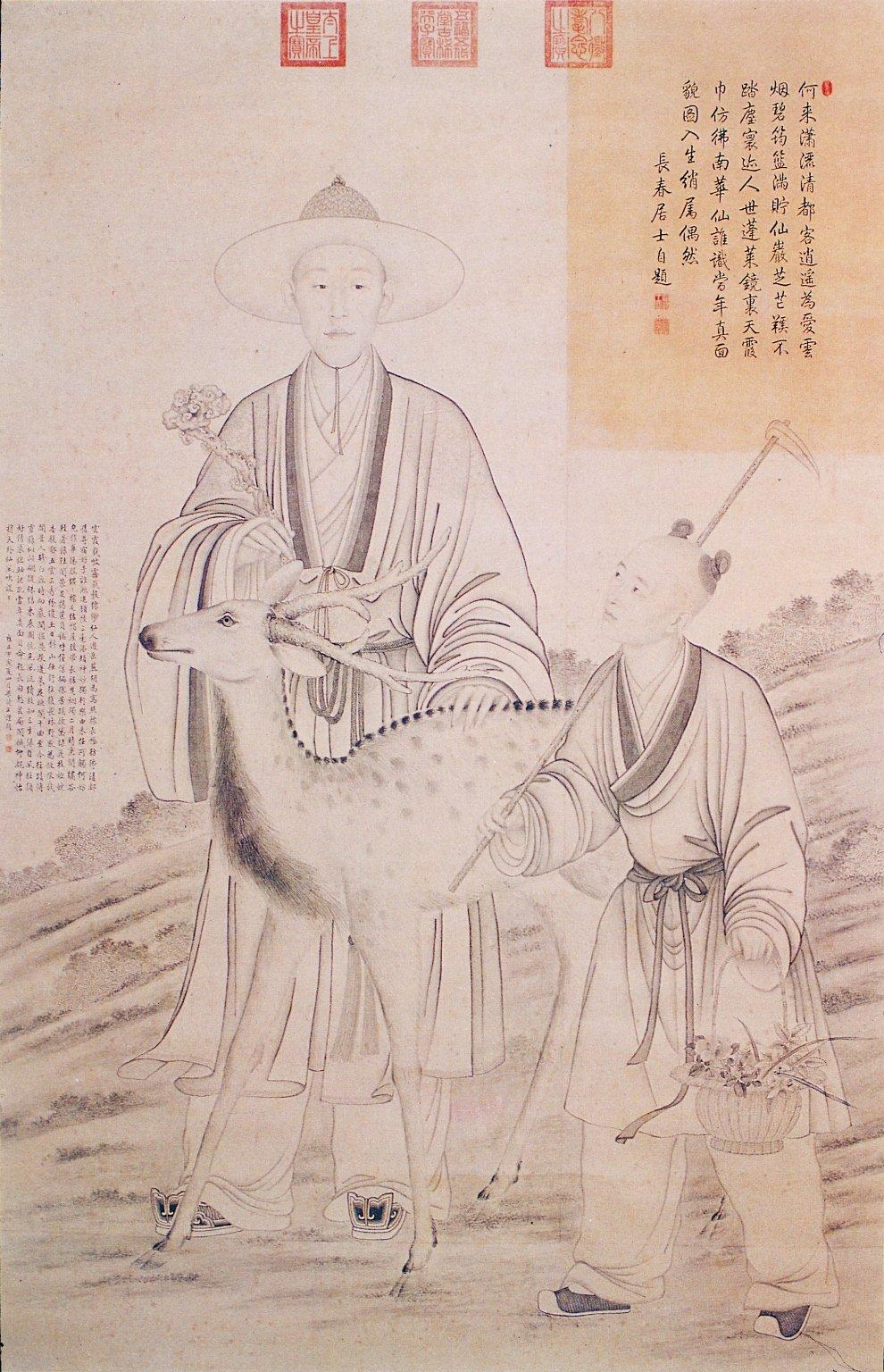
采芝图
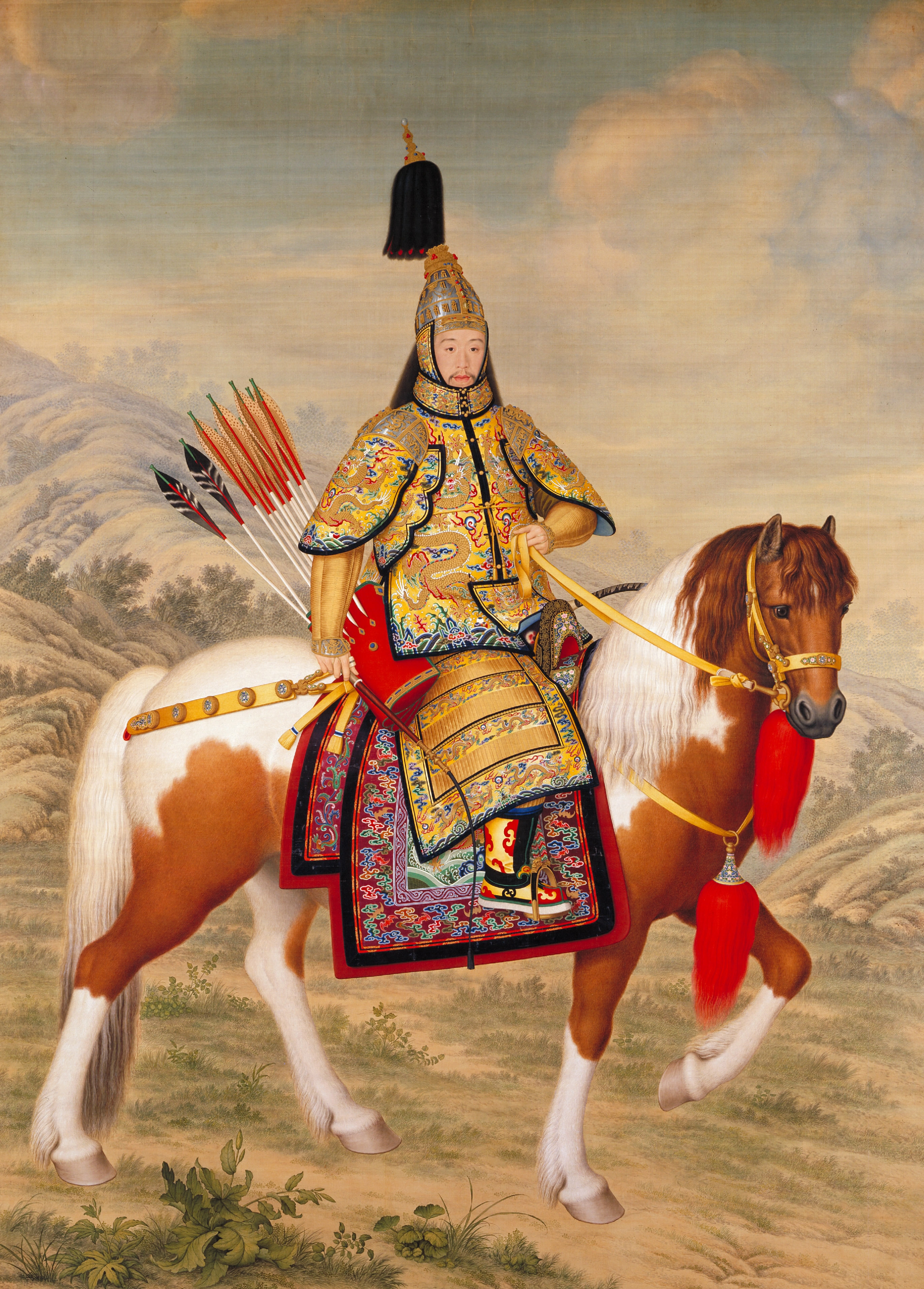
乾隆大阅图
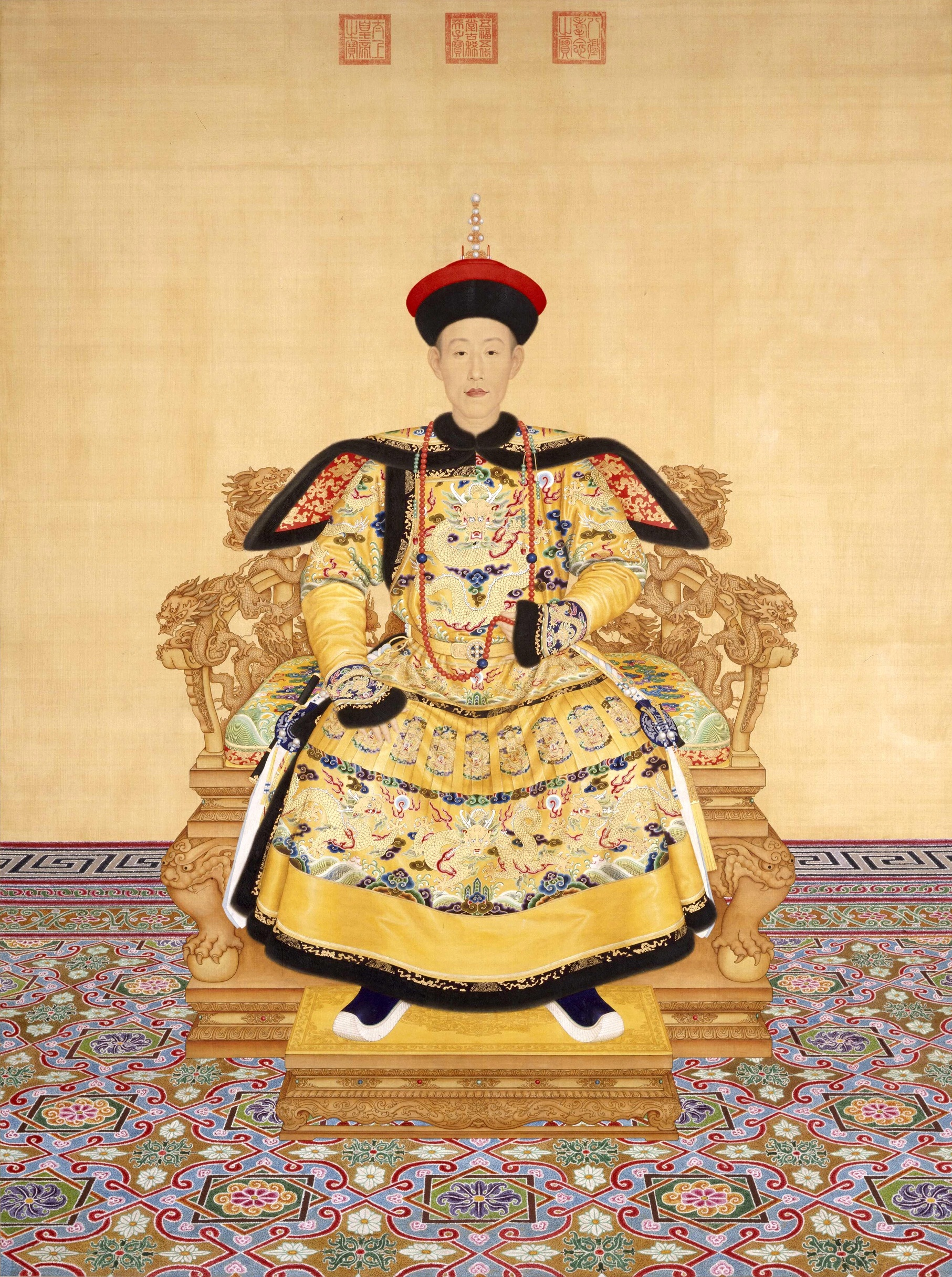
乾隆帝朝服像
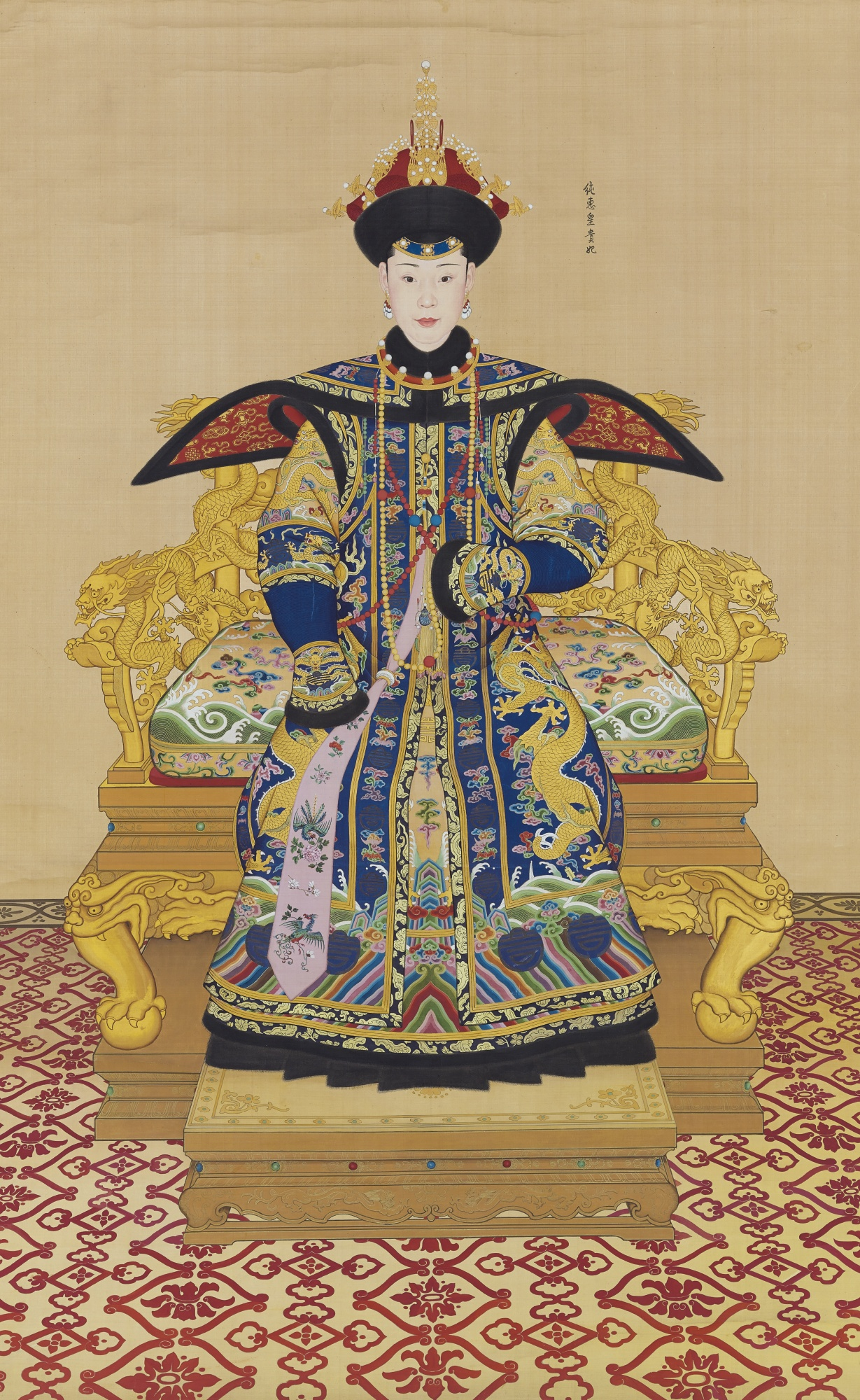
纯惠皇贵妃朝服像
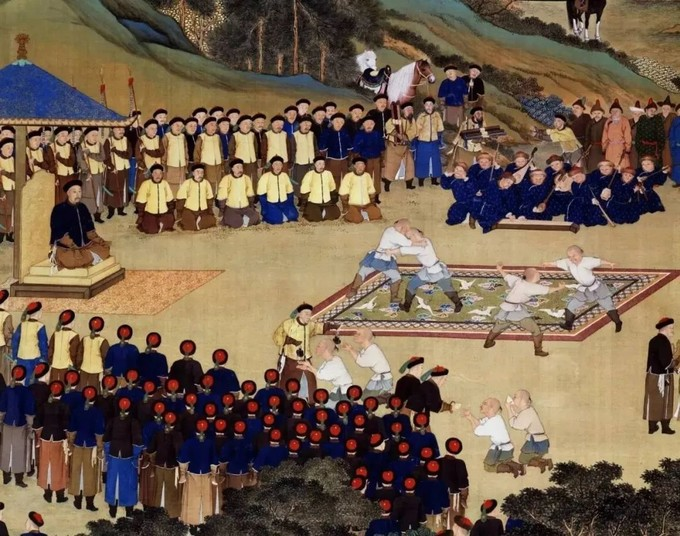
塞宴四事图（局部）
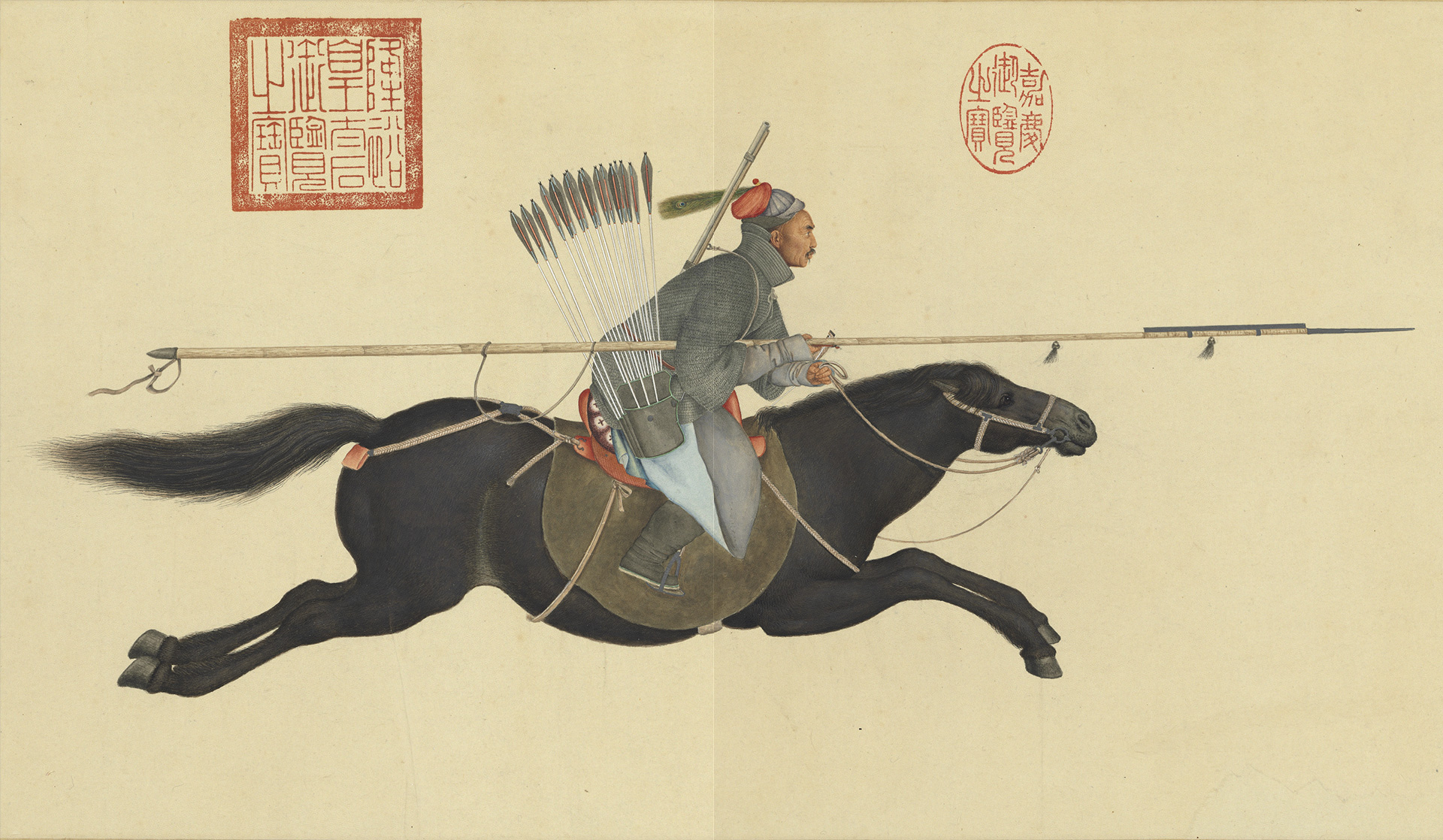
阿玉錫持矛蕩寇圖
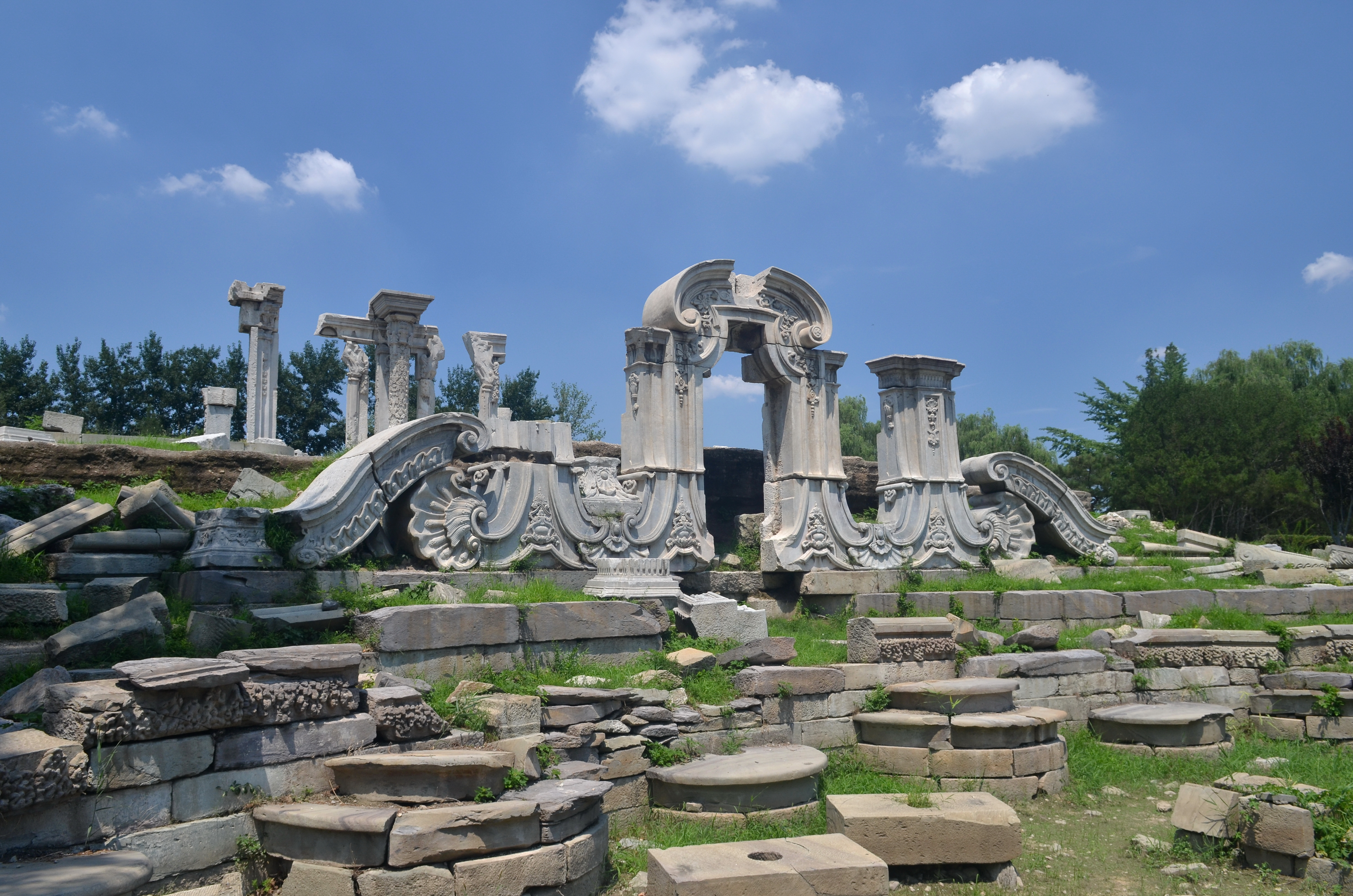
圓明園远瀛观遺址
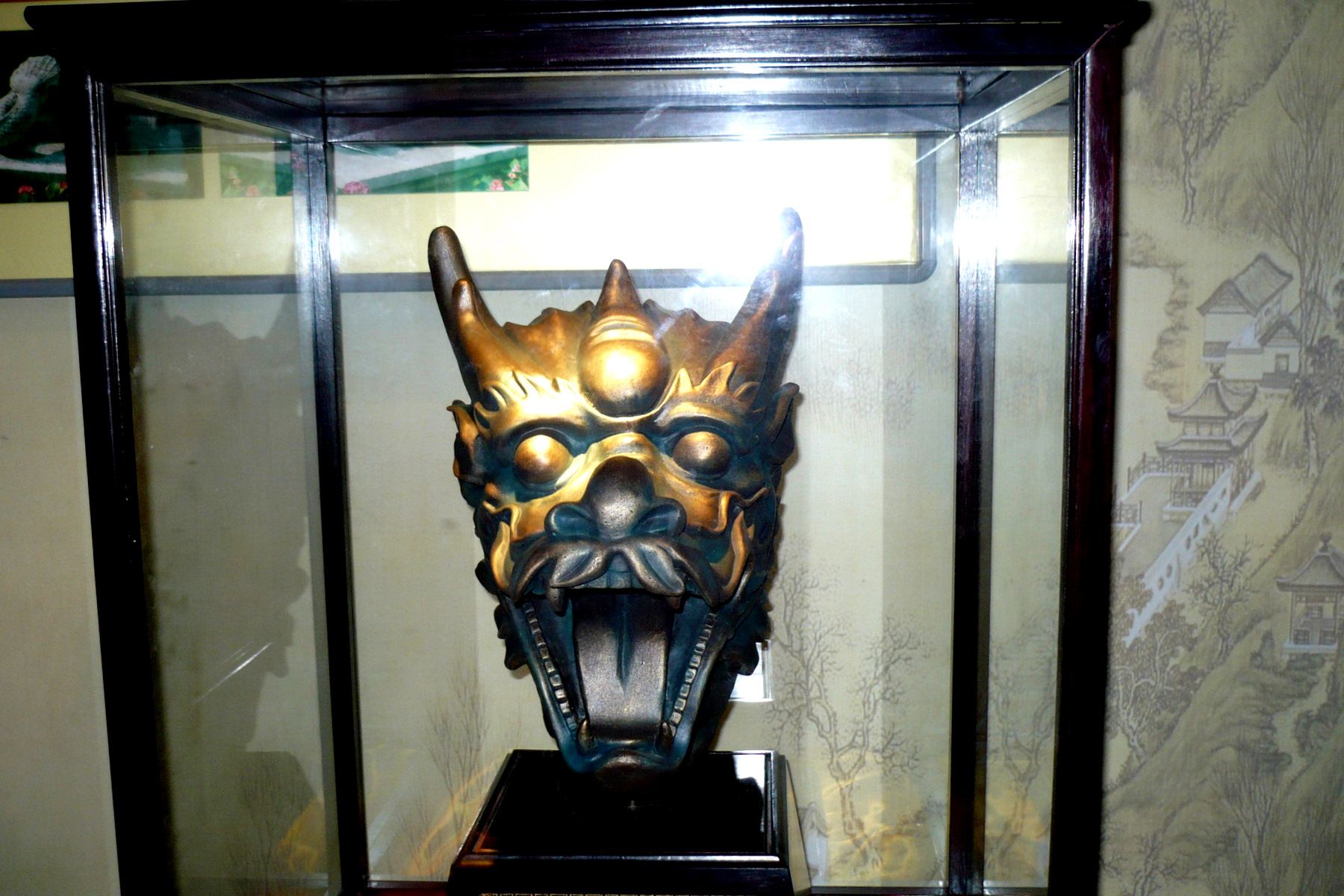
圓明園十二獸首之龍首（複製品）
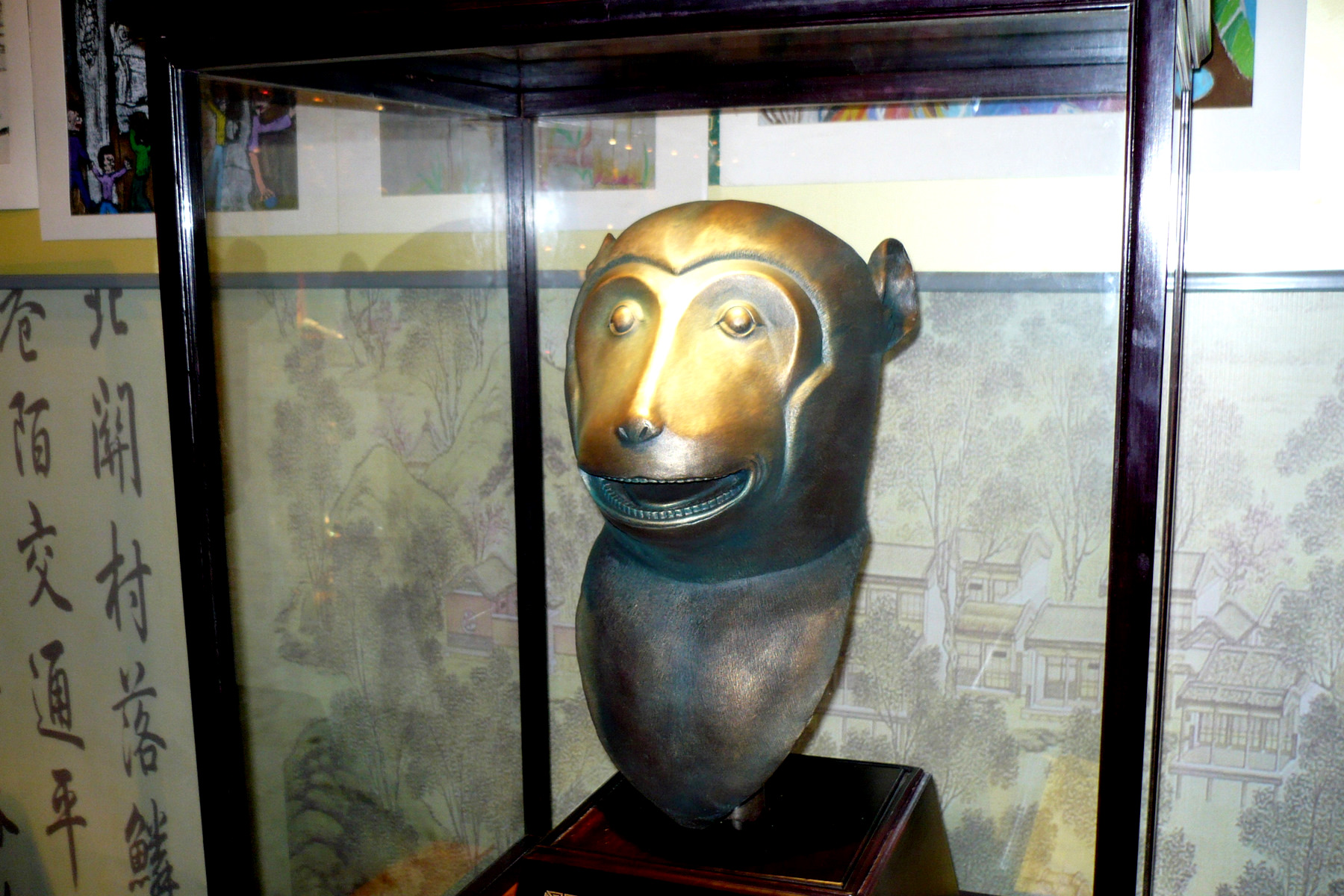
圓明園十二獸首之猴首（複製品）

## 相關影視作品
- 《宫廷画师郎世宁》，中国大陆2003年历史人物电视剧，共24集，由大山飾演郎世宁。
- 《新還珠格格》：徐亞洲飾演
- 《如懿傳》：Steven Thomas Boergadine
- 《國寶神獸闖天關》

### 引用
1. 1 2 3  童超. . . 2010: 184-185頁.
2. 1 2 3  高木森. . . 2012: 160-165頁.
3. ↑  . 國際在線.   [2013-05-28]. （原始内容存档于2016-11-30） （中文（简体））.
4. ↑  童超. . . 2010: 186-187頁.
5. 1 2  . 新華網.   [2013-05-28]. （原始内容存档于2014-10-23） （中文（简体））.
6. ↑  .   [2021-11-27]. （原始内容存档于2021-11-27）.
7. 1 2 3 4  童超. . . 2010: 185-186頁.
8. 1 2 3  . 藝典資訊.   [2013-05-28] （中文（简体））.[]

## 外部連結
- 清朝宫廷画师郎世宁笔下的骏马[永久]
- 馬雅貞：〈清代宮廷馬語彙的轉換與意義——從郎世寧的《百駿圖》談起〉 （页面存档备份，存于）